# Tucher von Simmelsdorf

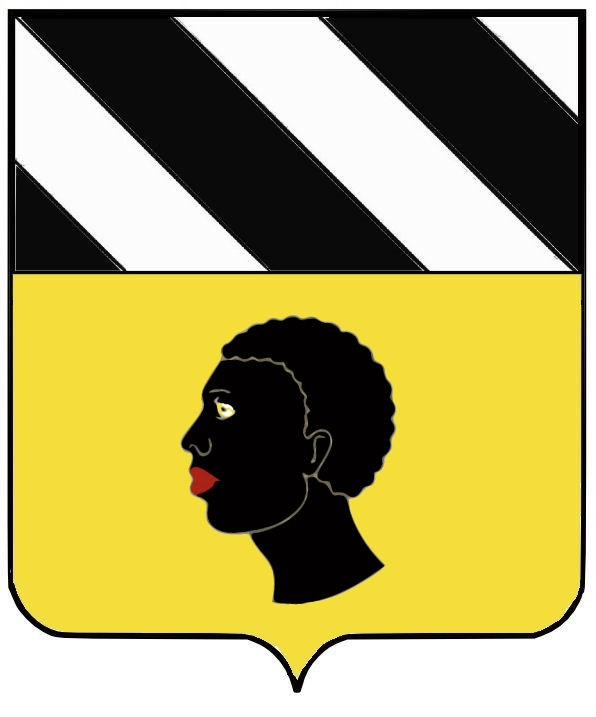
Das Wappen derer von Tucher

Die  Tucher, seit 1697 Tucher von Simmelsdorf (vereinfacht oft auch von Tucher bzw. seit 1815 Freiherren Tucher von Simmelsdorf genannt), waren eine einflussreiche Patrizierfamilie der Reichsstadt Nürnberg, erstmals urkundlich erwähnt im Jahr 1309. Vom 15. bis zum 17. Jahrhundert unterhielt die Tuchersche Handelsgesellschaft Handelsverbindungen in ganz Europa. Die Tucher zählen neben den Fuggern und Welsern zu den bekanntesten Kaufmannsfamilien oberdeutscher Reichsstädte.
Namensgebender Familiensitz ist das 1598 erworbene Rittergut Simmelsdorf. Die Tucher waren, mit kurzen Unterbrechungen, seit 1340 bis zum Ende der reichsstädtischen Zeit im Jahre 1806 im Inneren Rat vertreten und gehörten nach dem Tanzstatut zu den zwanzig alten ratsfähigen Geschlechtern. Durch den Besitz von Simmelsdorf waren die Tucher im Ritterkanton Gebürg der Reichsritterschaft in Franken immatrikuliert. Die Familie besteht bis heute.

## Geschichte

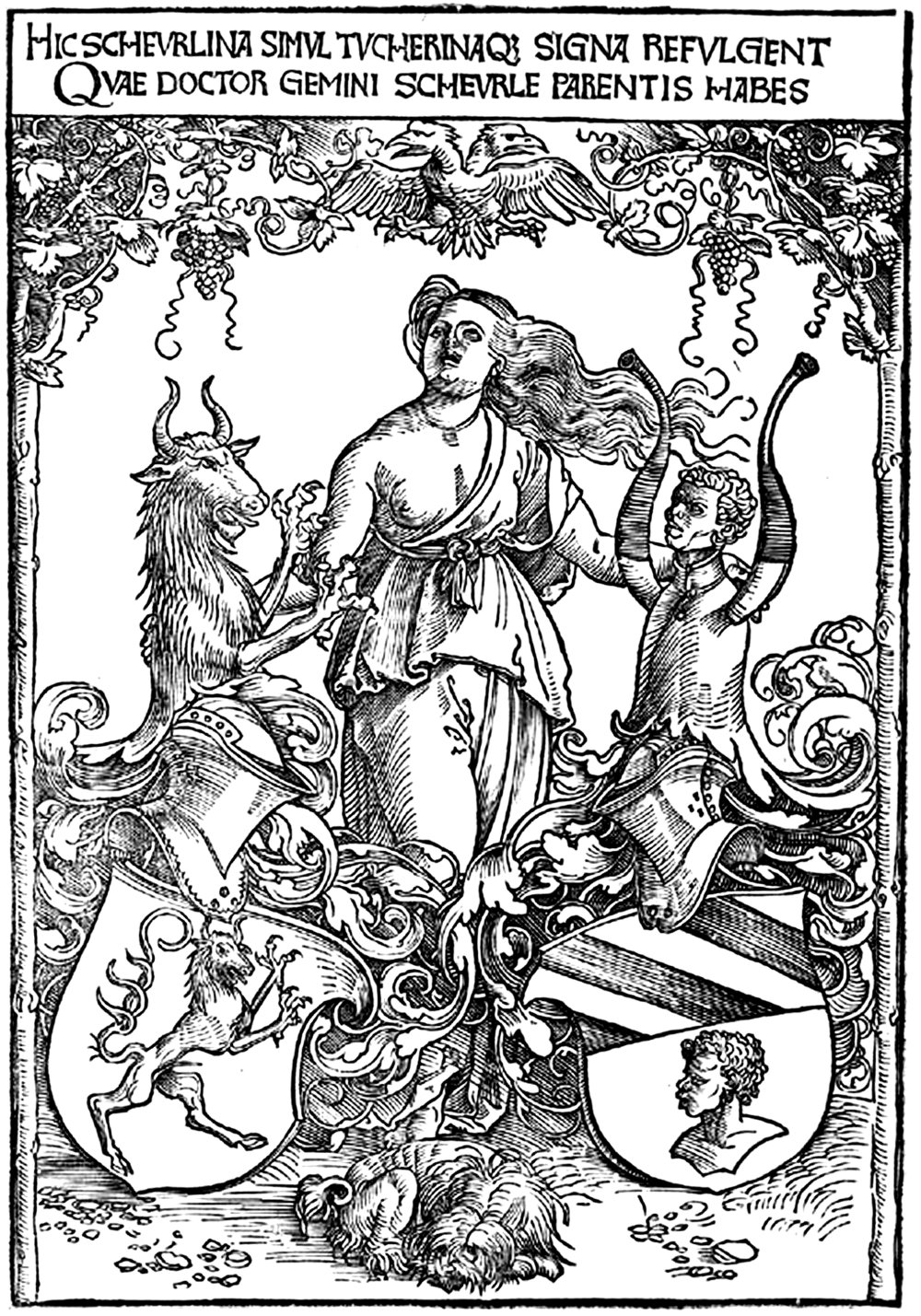
Albrecht Dürer: Wappen der Scheurl und Tucher, um 1512

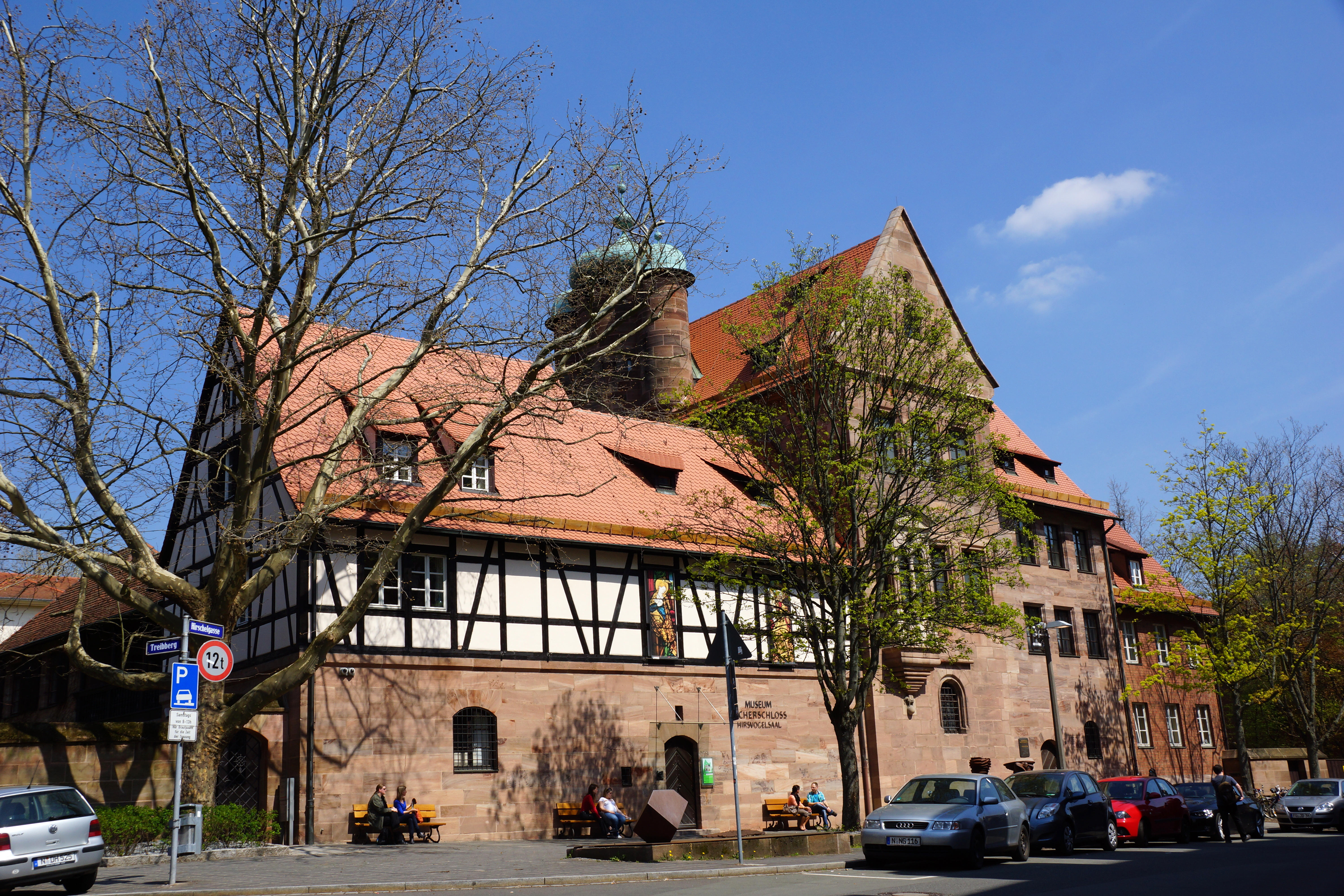
Tucherschloss Nürnberg

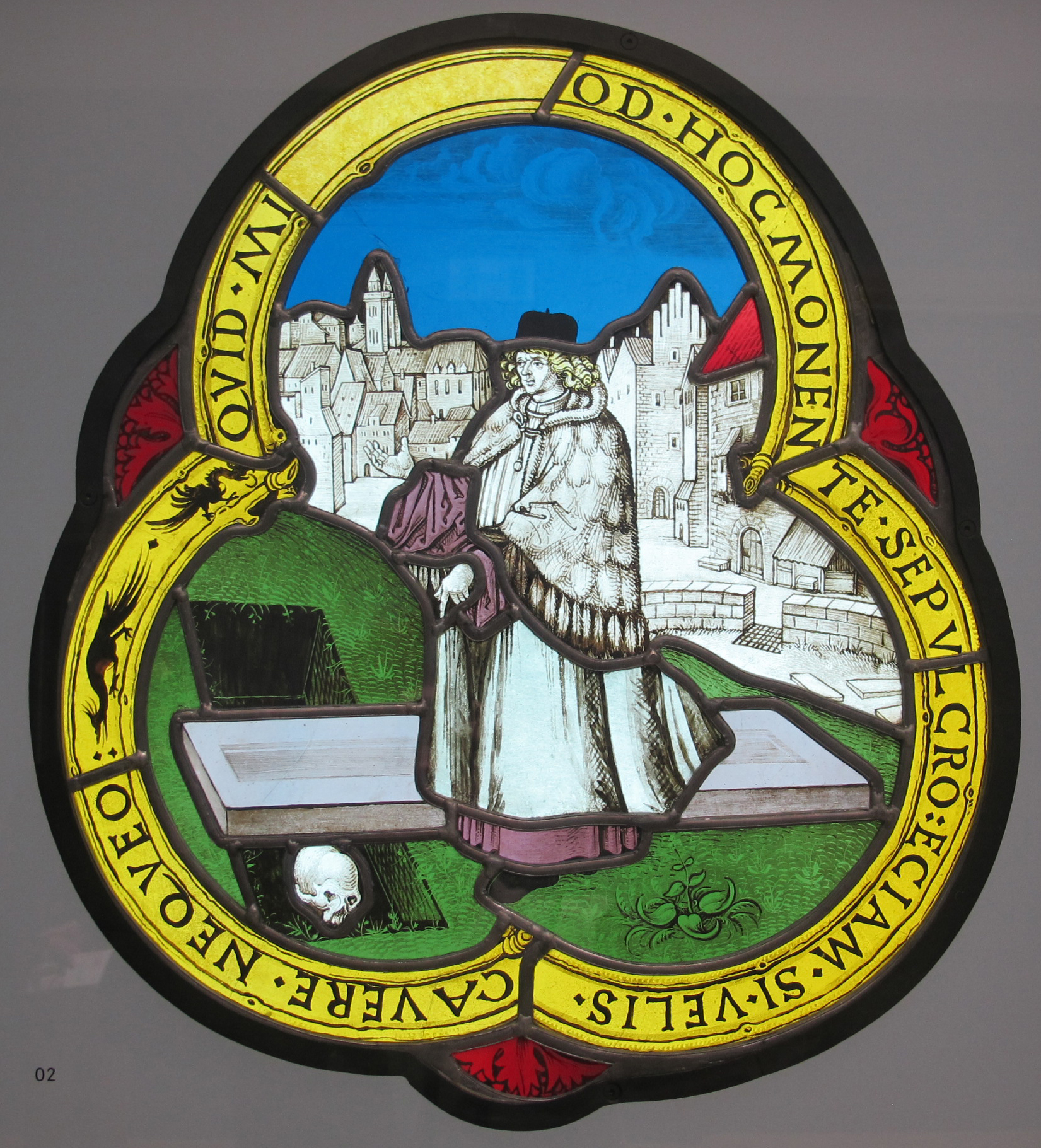
Sixtus Tucher (1459–1507), Professor beider Rechte, Domkustos, kaiserlicher und päpstlicher Rat (Bleiglasfenster, nach einem Entwurf von Albrecht Dürer)

Die Herkunft der Tucher ist nicht eindeutig geklärt. Die von ihnen in Auftrag gegebenen Geschichtswerke behaupten eine Abstammung aus dem Ministerialenstand, als Dienstmannen der Grafen von Castell oder Hohenlohe, wohingegen der Name eher eine Herkunft aus dem Textilhandwerk nahelegt. Nach der im Tucherbuch überlieferten Familiengeschichte ist der 1326 verstorbene Konrad Tucher Stammvater der Familie, der seinen Wohnsitz in der Nähe der 1313 gegründeten, nördlich neben der Sebalduskirche gelegenen Moritzkapelle hatte. Allerdings hatte bereits 1309 ein Berthold Tucher das Nürnberger Bürgerrecht angenommen.
Die Tucher gehören nicht zu den ältesten Nürnberger Geschlechtern. Der bemerkenswert steile Aufstieg der Tucher im Rat der Stadt fand zunächst in der ersten Hälfte des 14. Jahrhunderts statt. Das weitere 14. und das 15. Jahrhundert brachten den politischen, sozialen und wirtschaftlichen Aufstieg der Tucher unter die ersten Familien Nürnbergs mit sich. 1340 war erstmals ein Mitglied der Familie im Inneren Rat vertreten und dadurch Mitglied des Nürnberger Patriziats, das die freie Reichsstadt regierte. Das Ansehen der Tucher im 14. Jahrhundert wird durch eheliche Verbindungen zu den vornehmsten Nürnberger Familien belegt.
Die Stammväter beider bis heute bestehender Linien sind Hans II. († 1449, „ältere Linie“) und sein jüngerer Bruder Endres I. („jüngere Linie“); zwischen beiden sind Rechtsstreitigkeiten um das Erbe des 1425 verstorbenen Vaters Hans I. bezeugt. Im 15. Jahrhundert suchten sie die Verbindung zu reichen Kaufmannsgeschlechtern und bauten die Tuchersche Handelsgesellschaft auf. Obwohl sie im Vergleich zu anderen Patrizierfamilien erst relativ spät eigene Handelsniederlassungen gründeten, wurden sie im ausgehenden Mittelalter und der frühen Neuzeit durch ihre Handelsverbindungen in ganz Europa zu einer der reichsten Kaufmannsfamilien der Stadt. Sie gehörten zu den bedeutendsten Mäzenen des Goldenen Zeitalters der Nürnberger Kunst um 1500. Wie auch die anderen handeltreibenden Ratsgeschlechter Nürnbergs und der meisten Reichsstädte bekennen die Tucher sich seit der Reformation zum evangelischen Glauben. Als eine Familie, die bereits seit 1332 berechtigt war, Mitglieder in den Rat der Stadt zu schicken (siehe: Geschichte der Stadt Nürnberg), hatten die Tucher einen nicht unerheblichen Einfluss auf die Geschicke der Stadt.
Lazarus Tucher (1491–1563), kaiserlicher Rat Karls V. und Philipps II., Handelsherr in Antwerpen, begründete eine flämische (katholisch gebliebene) Linie, die noch für fünf Generationen in Antwerpen (wo sie drei Bürgermeister stellte) sowie auf Kasteel Tanghof bei Kontich ansässig war.
Während bereits viele Patrizierfamilien im Lauf des 16. Jahrhunderts nichts mehr von ihrer Herkunft als Kaufleute wissen wollten und sich darauf beschränkten, „adelig zu sein“ und von ihren Grundherrschaften zu leben, betrieben die Tucher und die mit ihnen im Safranhandel konkurrierenden Imhoff noch im 17. Jahrhundert die letzten in größerem Umfang aktiven Handelsgesellschaften des Nürnberger Patriziats. Nach ihrem im Jahre 1598 von den Türriegel von Riegelstein gekauften Hauptsitz in Simmelsdorf nannten sie sich „Tucher von Simmelsdorf“. Der Namenszusatz wurde 1697 von Kaiser Leopold als Adelstitel anerkannt.
Gegen Ende des 16. Jahrhunderts hatten sich die bisherigen Handelsströme aus der Levante, über Italien und die Alpen in die süddeutschen Reichsstädte, nach dem Norden verlagert. Die Edelmetalle aus Amerika führten zu einer Geld- und Absatzkrise. Spanien, Frankreich und die Niederlande erklärten mehrfach den Staatsbankrott. Die Welser verkauften 1610 ihre Nürnberger Niederlassung und ihre Augsburger Handelsgesellschaft war 1614 zahlungsunfähig. Sebald XI. Tucher (1583–1649) musste 1636 wegen Überschuldung aus dem Rat ausscheiden. Auch die Tucher zogen sich schließlich auf ihre Landgüter zurück.
Obwohl Kaiser, Fürsten und Kirchen seit jeher auf das Geld der Reichsstädte angewiesen waren, ließen sie sich dennoch nicht zu einer Nobilitierung des gesamten Patriziats überzeugen. Erst 1705 und unter dem Nachweis ihres Besitzes Simmelsdorf (seit 1598) sowie einiger später hinzugewonnener Ritterlehen wie Winterstein und Rüssenbach wurden die Tucher in den fränkischen Reichsritterstand aufgenommen. 1815 wurden die Tucher, gemeinsam mit den übrigen „alten“ Patrizierfamilien des Tanzstatuts von 1521, in die Freiherrenklasse des bayerischen Adels immatrikuliert, als Freiherren Tucher von Simmelsdorf.
1855 erwarb Siegmund von Tucher das königliche Bräuhaus (vormals das „Reichstädtische Weizenbräuhaus“) und gründete daraus die „Freiherrlich von Tucher’sche Brauerei“, die bis 1898 als Privatbrauerei geführt und dann in eine Aktiengesellschaft umgewandelt wurde, die inzwischen zur Oetker-Gruppe gehört. Das Tucherschloss, der seit 1533 der Familie gehörende Nürnberger Stadtsitz, ist heute ein Museum für die Geschichte der Kaufmannsfamilie, mit zahlreichen Gemälden, Mobiliar und Ausstellungsstücken, vornehmlich aus der Blütezeit des 16. Jahrhunderts.

## Besitzungen (Auszug)
Die folgenden Herrensitze befinden sich noch im Besitz der Tucher:
- Tucherschloss in Nürnberg (seit 1533 im Besitz der Älteren Linie bis 1970, seither Tucher'sche Familienstiftung, Museum mit Originalausstattung)
- „Alter Sitz“ in Behringersdorf (seit 1580) und „Neues Schloss“ (seit 1715)
- „Alter Sitz“ in Simmelsdorf (seit 1598) und „Neues Schloss“
- Rittergut und Burgruine Winterstein (seit etwa 1662/64)
- Tucherpalais in Nürnberg, Egidienplatz 7 (seit 1828; Neubau nach dem Zweiten Weltkrieg, von dem ursprünglich 1720 erbauten Palais ist noch das klassizistische Portal von 1828/29 erhalten.)
- Herrensitz Schoppershof (seit 1875)

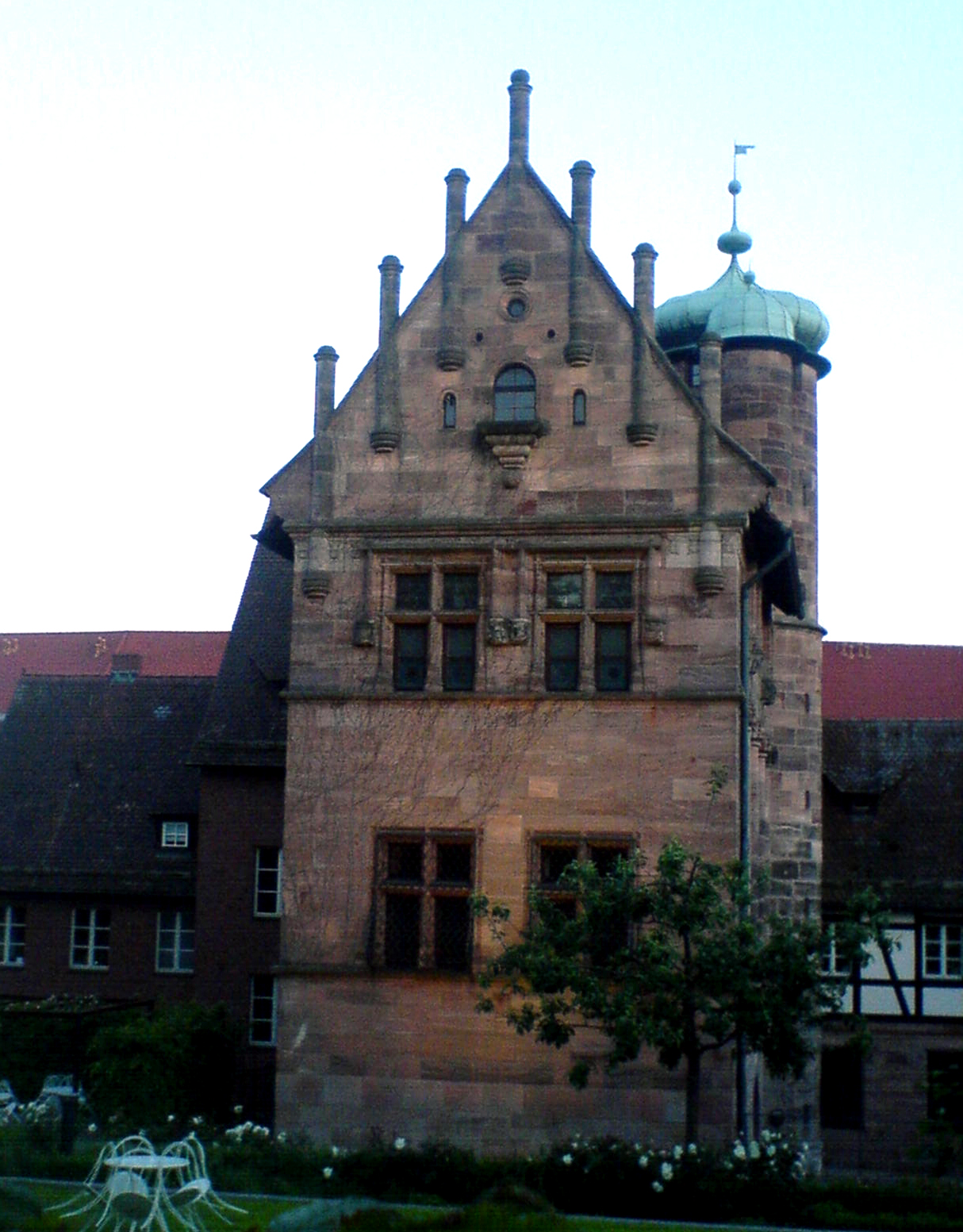
Tucherschloss Nürnberg
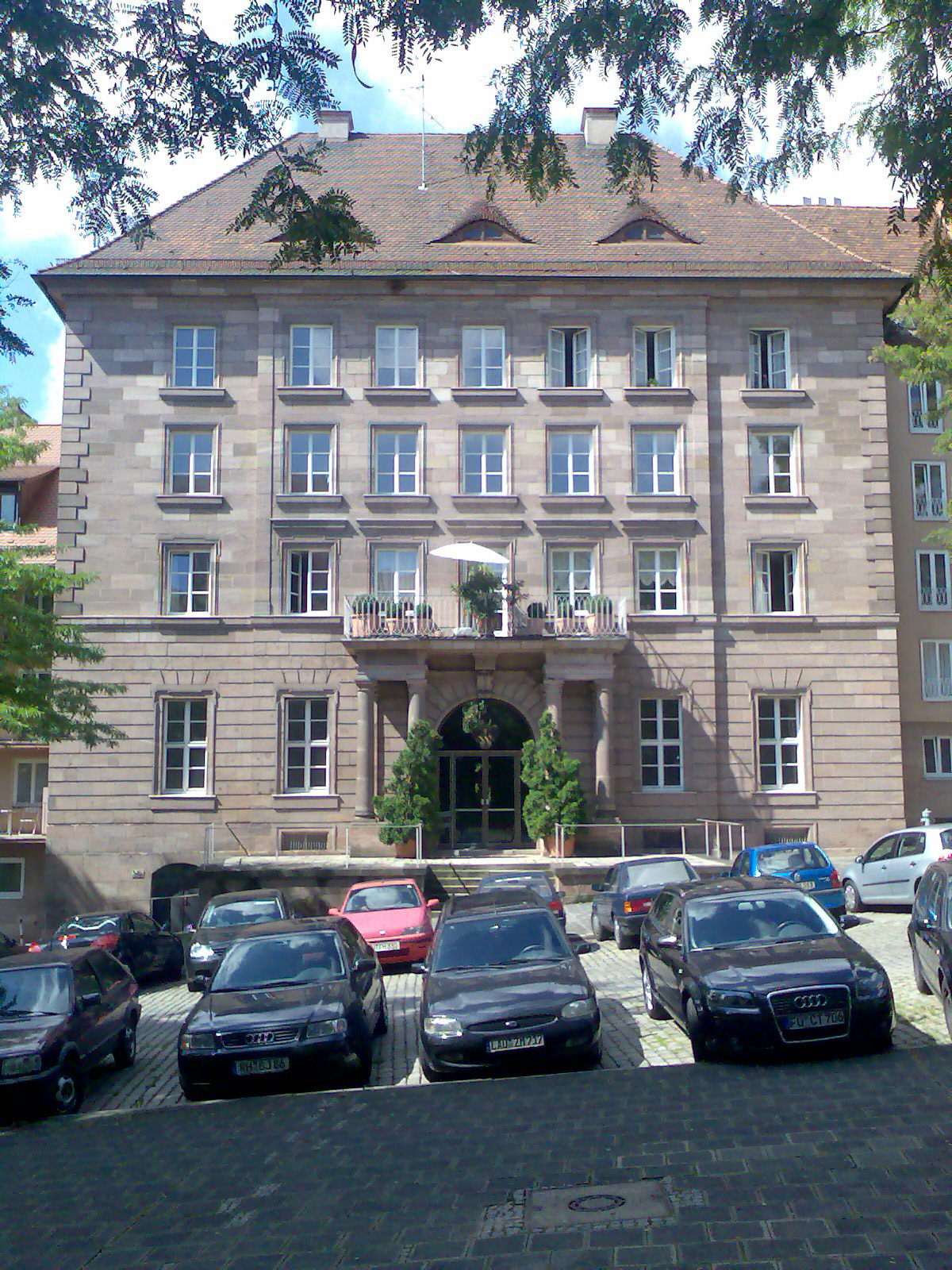
Tucherpalais, Nürnberg, Egidienplatz 7
Neues Schloss Behringersdorf
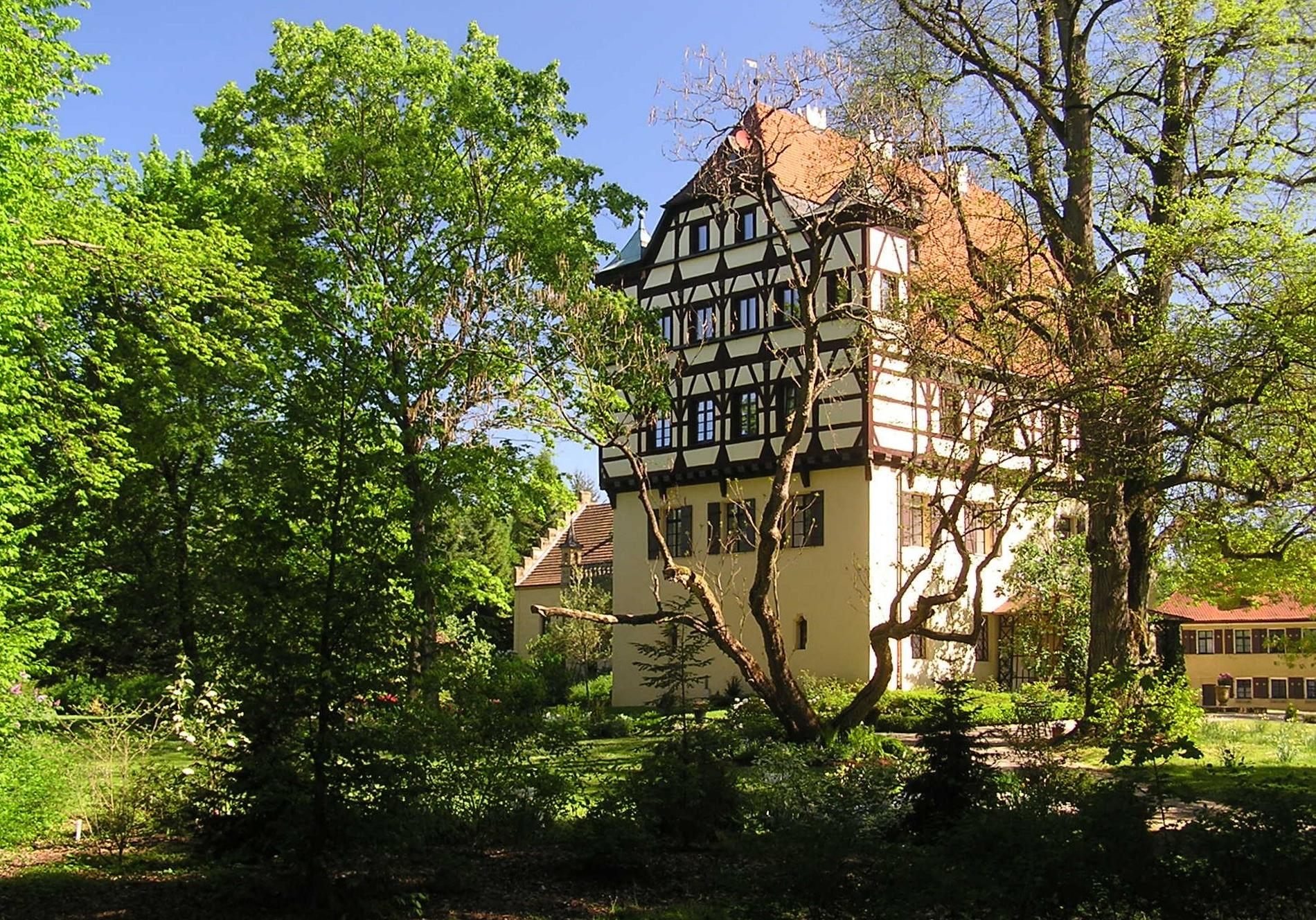
„Alter Sitz“ in Simmelsdorf
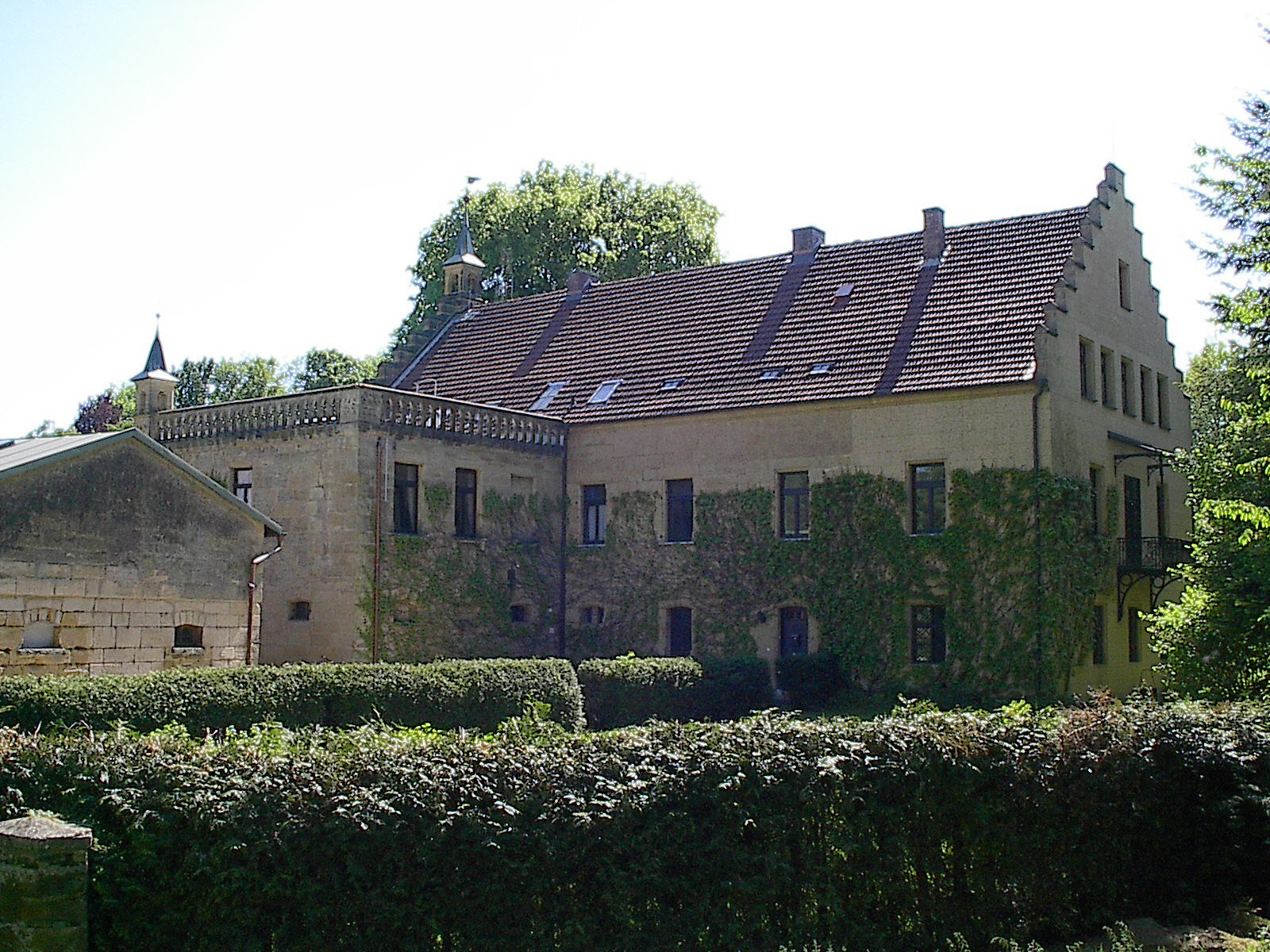
Neues Schloss Simmelsdorf
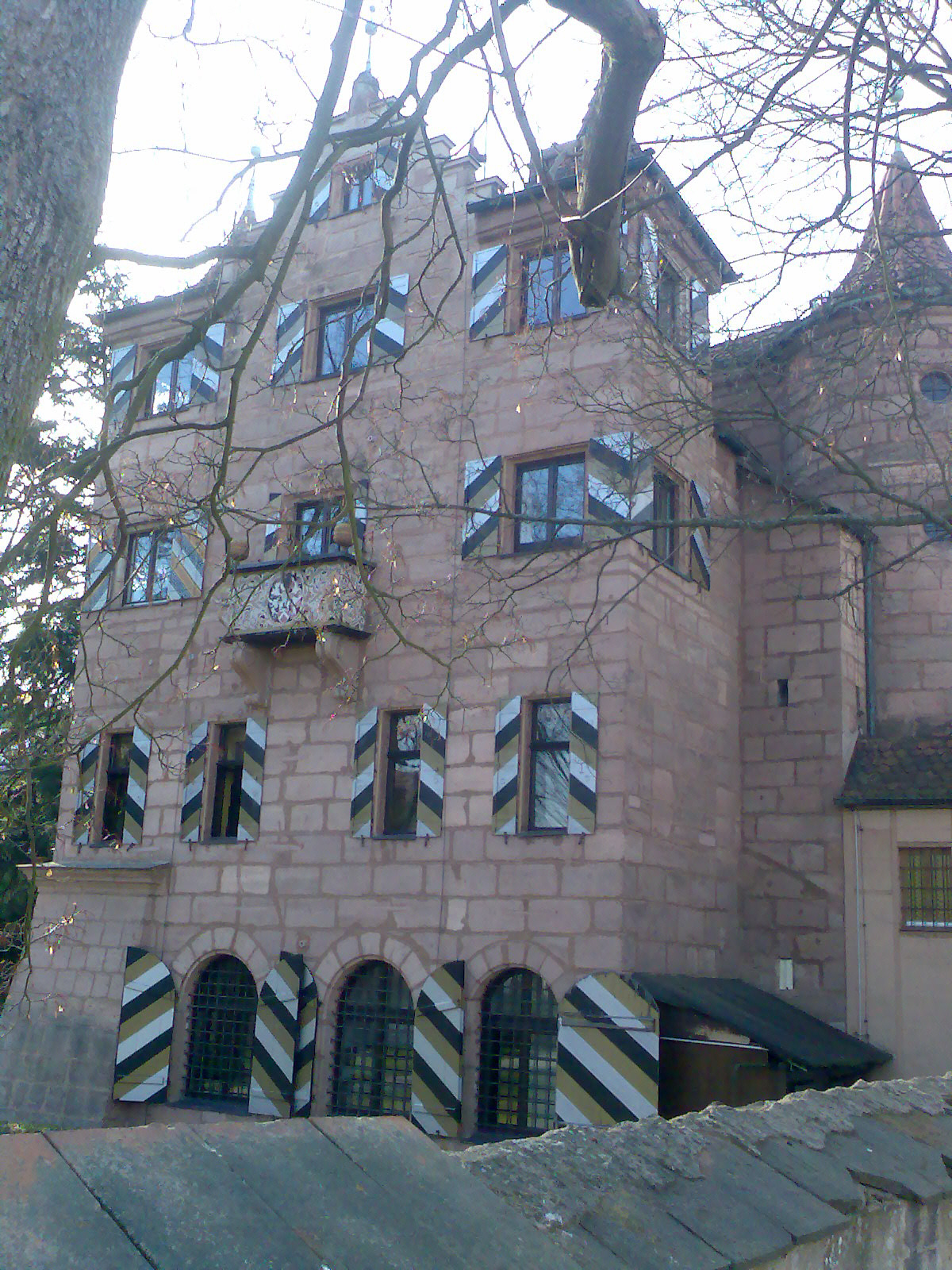
Herrensitz Schoppershof

## Ehemalige Besitzungen (Auszug)
In und um Nürnberg herum hatten die Tucher große Besitzungen. Ihr Nürnberger Stammhaus ist das Tucherschloss in Nürnberg. Weitere Besitzungen waren:
- 1395/1403–1796 Lohe (Kondominat beider Linien)
- 1426–1848 Grundbesitz in Hausen (bei Forchheim)
- 1450–1517 der Herrensitz Oberveilhof (1460–1469 mit Betrieb einer Saigerhütte zur Gewinnung von Silber aus Kupfererzen)
- 1452–1476 das Schloss Haimendorf (1476 durch Heirat der Anna Tucher mit Sigmund Fürer bis heute an diese Familie gekommen)
- 1491–1503 das Schloss Hüttenbach (Simmelsdorf); 1906 das Hüttenbacher Gutsland erworben.
- 1495–1834 die Herrensitze in Maiach (das 1707/09 erbaute Schloss im Zweiten Weltkrieg zerstört)
- 1522–1531 das Schloss Artelshofen
- 1532–1552 das „Spitalsitzlein“ in Behringersdorf (s. o.)
- 1542–1750 der Herrenhof in Rückersdorf
- 1574–???? Sankt Helena und Großengsee bei Simmelsdorf
- 1577–1616 das Zeidlerschloss in Feucht
- 1586–1832 das Tucherschloss in Feucht, Hauptstraße 70
- 1608–1661 das Rittergut Oberndorf
- 1609–1792 der Herrensitz Utzmannsbach bei Simmelsdorf
- ????–1687 der Herrensitz „Rudelshof“ in Bruck (Erlangen)
- 1688–1692 der Herrensitz Birnthon
- 1700–1750 das Tucherschloss in Happurg (vorher: Herrensitz „Schloßel“)
- ab 17./18. Jahrhundert Güter in der Oberpfalz
- 1835–2008 das Schloss Leitheim bei Donauwörth
- 1898–???? der Herrensitz Rechenberg in Nürnberg (1916 abgebrochen)
- Teile des Cramer-Klett-Parks in Nürnberg

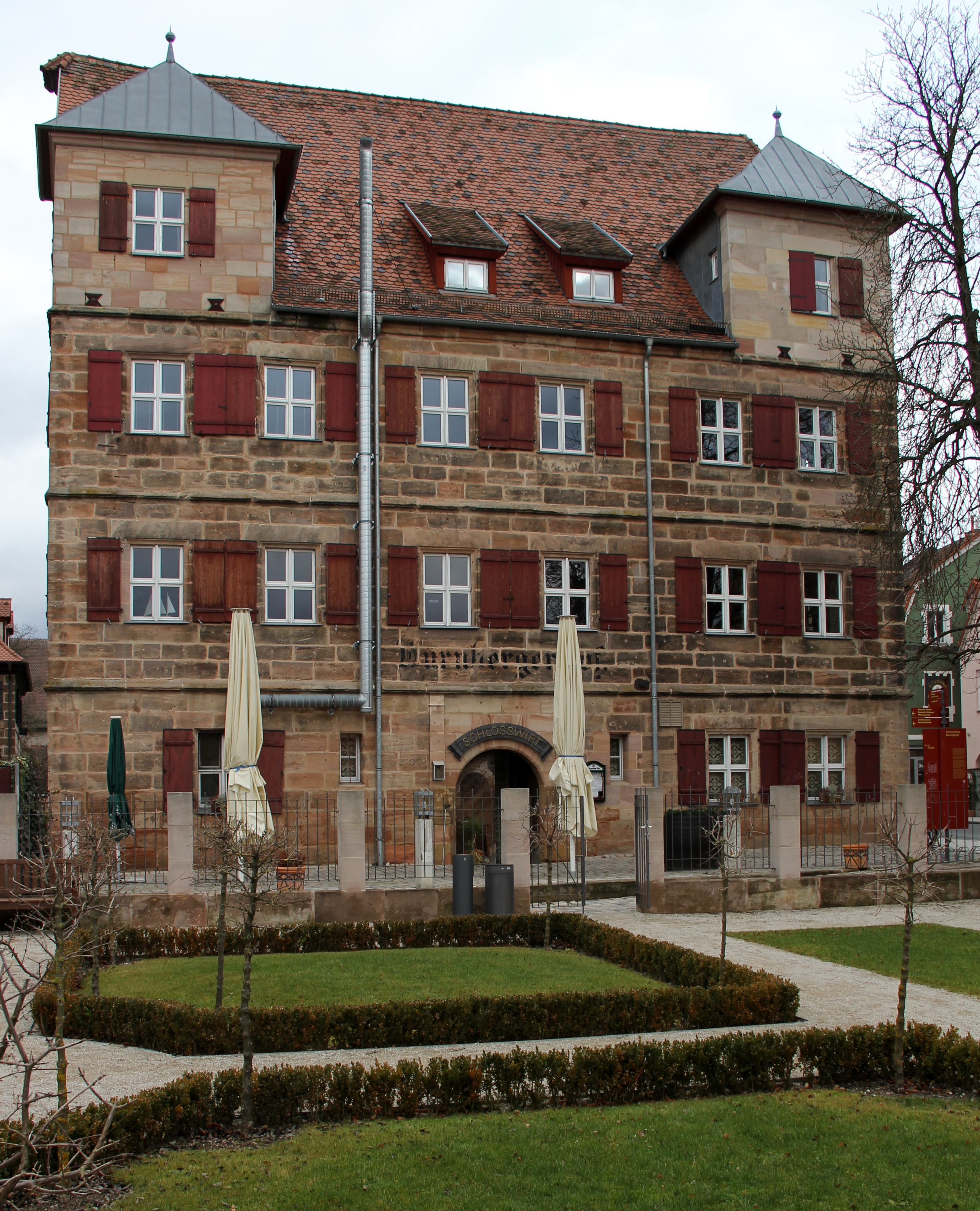
Tucherschloss in Feucht
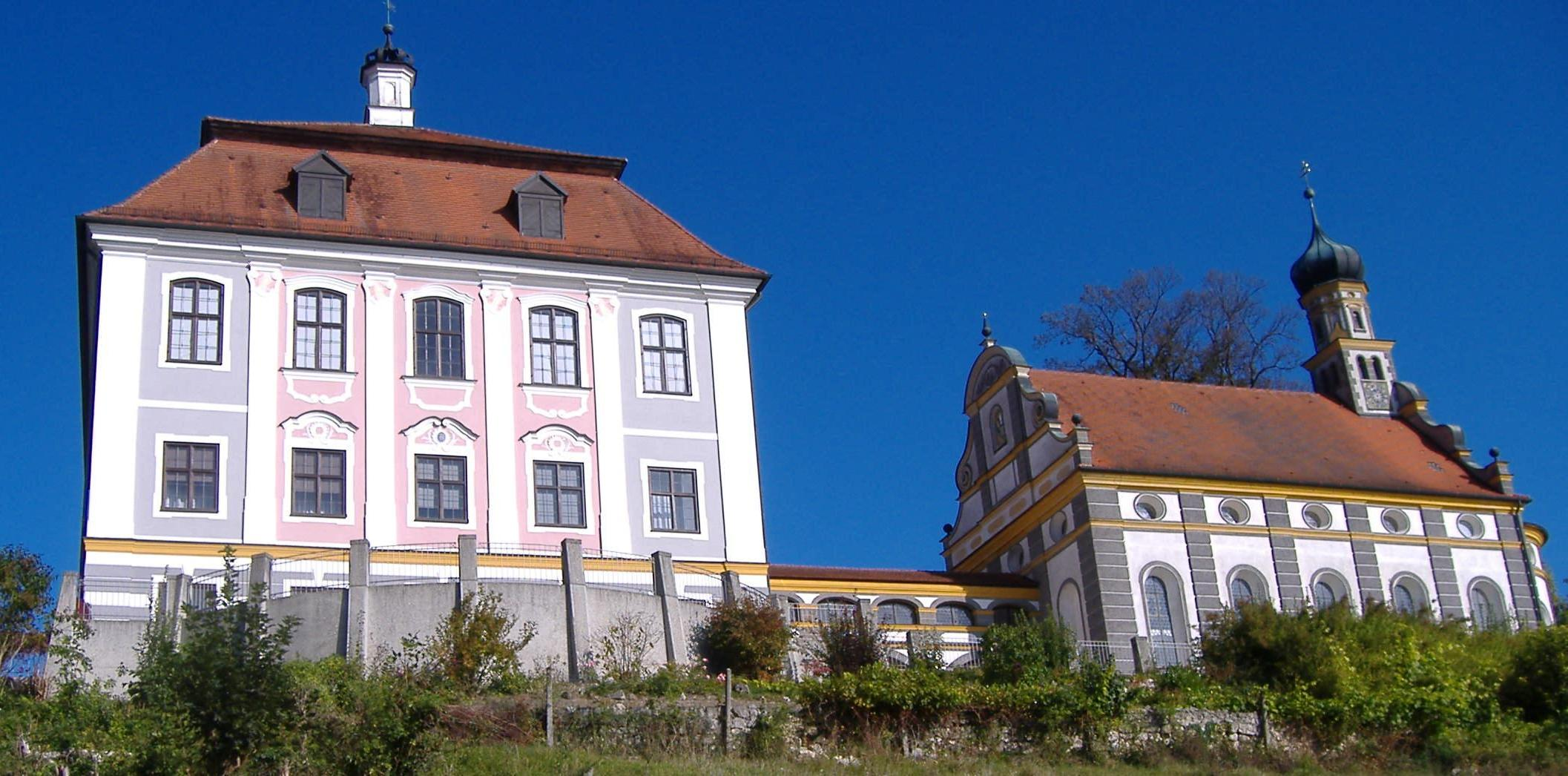
Schloss Leitheim

## Bekannte Familienmitglieder
- Johann (Hans I.) Tucher (1368–1424), 1389 Ratsherr, 1390 Bürgermeister
- Johann (Hans II.) Tucher († 1449) Stammvater der "älteren Linie", Sohn Hans’ I.
- Endres I. Tucher († 1440), Stammvater der "jüngeren Linie", Sohn Hans’ I., verfasste die älteste erzählende Quelle zur Familiengeschichte
- Berthold III. Tucher (1386–1454), Sohn Hans’ I., verfasste ein "Memorial"
- Endres II. Tucher (1423–1507), Nürnberger Baumeister, verfasste ein  Baumeisterbuch der Stadt Nürnberg (1464–1475)
- Hans Tucher (1428–1491), verfasste einen im Mittelalter weit verbreiteten Pilgerreisebericht
- Lorenz Tucher I. (1447–1503), Propst bei St. Lorenz, Gründer der Dr.-Lorenz-Tucher-Stiftung (Familienstiftung); eine Glasmalerei mit seinem Konterfei (von Michael Wolgemut) befindet sich im Germanischen Nationalmuseum
- Anton Tucher (1458–1524), Rats- und Handelsherr, Kunstmäzen, Vorderster Nürnberger Losunger (Verwalter der städtischen Steuern[5]) (einer von drei Ratsherren, die die Schlüssel zu den Reichskleinodien verwahrten)
- Sixtus Tucher (1459–1507), Propst bei St. Lorenz, Kirchenrechtsprofessor
- Martin I. Tucher (1460–1488), Rats- und Handelsherr
- Elsbeth Tucher (1473–1517), 1499 auf einem Gemälde Dürers abgebildet. Weitere Porträts Dürers von Mitgliedern der Familie Tucher aus demselben Jahr: Hans Tucher, Nikolaus Tucher, Felicitas Tucher
- Linhart Tucher (1487–1568), Rats- und Handelsherr, Diplomat, Vorderster Nürnberger Losunger
- Lorenz II. Tucher (1490–1554), Rats- und Handelsherr
- Lazarus Tucher (1491–1563), kaiserlicher Rat Karls V., Handelsherr in Antwerpen, Begründer des Zweiges in Antwerpen[6]
- Hieronymus (Jérôme) Tucher (1504–1540), Kaufherr
- Ambrosius Tucher, 1546 Ratsältester von Antwerpen († 1552), Sohn des Lazarus, ⚭ Marie van Ursel, Tochter des Antwerpener Bürgermeisters Lancelot van Ursel
- Tobias Tucher (1534–1590), Ratsherr, Baumeister
- Robert I. Tucher († 1599), Ratsältester von Antwerpen
- Andreas Tucher von Simmelsdorf (1551–1630); Präses des Dikasteriums
- Hans Christoph Tucher (1581–1632), Ratsherr; verh. mit Margaretha Vogt
- Robert II. Tucher (1587–), Bürgermeister von Antwerpen
- Tobias Tucher (1594–1675), Patrizier in Nürnberg
- Christoph Tucher von Simmelsdorf (1610–1661), Ratsherr
- Jean Antoine Tucher (1619–1677), Bürgermeister von Antwerpen, Sohn Roberts II.
- Tobias Tucher (1627–1693), Richter in Nürnberg
- Paulus XII. Tucher von Simmelsdorf (1656–1709), Ratsherr, Generalfeldmarschall des Fränkischen Reichskreises
- Christoph Wilhelm II. Tucher von Simmelsdorf (1683–1752), finanzierte den Wiederaufbau der abgebrannten Egidienkirche
- Johann Georg Tucher von Simmelsdorf (1735–1805), konvertierte zum Katholizismus und gab 1761 sein Nürnberger Bürgerrecht auf
- Jobst von Tucher (1762–1813), Bürgermeister, letzter Ratsherr der Tucher bis 1806, Vater von Marie von Tucher
- Marie von Tucher (1791–1855), Tochter von Jobst von Tucher, Ehefrau von Georg Wilhelm Friedrich Hegel
- Siegmund von Tucher (1794–1871), Unternehmer, Gründer der Tucher-Brauerei
- Christoph Carl Gottlieb Sigmund Freiherr von Tucher (1798–1877), Jurist, Bruder von Marie von Tucher, Vormund Kaspar Hausers, Sammler alter Kirchenmusik
- Heinrich Freiherr von Tucher (1853–1925), Diplomat, bayerischer Gesandte im Königreich Italien
- Heinrich Freiherr von Tucher (1875–1962), Diplomat, Attaché und Ministerresident
- Hans Christoph Freiherr von Tucher (1904–1968), Jurist, Vorstandssprecher der Bayerischen Vereinsbank,[7] Verwaltungsratsvorsitzender des Germanischen Nationalmuseums, Mitglied des Aufsichtsrates der Siemens & Halske AG,[8] der Allianz Versicherungs-AG,[9] der Vereinsbank in Hamburg und der Norddeutschen Kreditbank AG.[10] Nach ihm wurde der Tucherpark in München benannt
- Eleonore Freifrau von Tucher (1916–2007), deutsche Geschäftsführerin

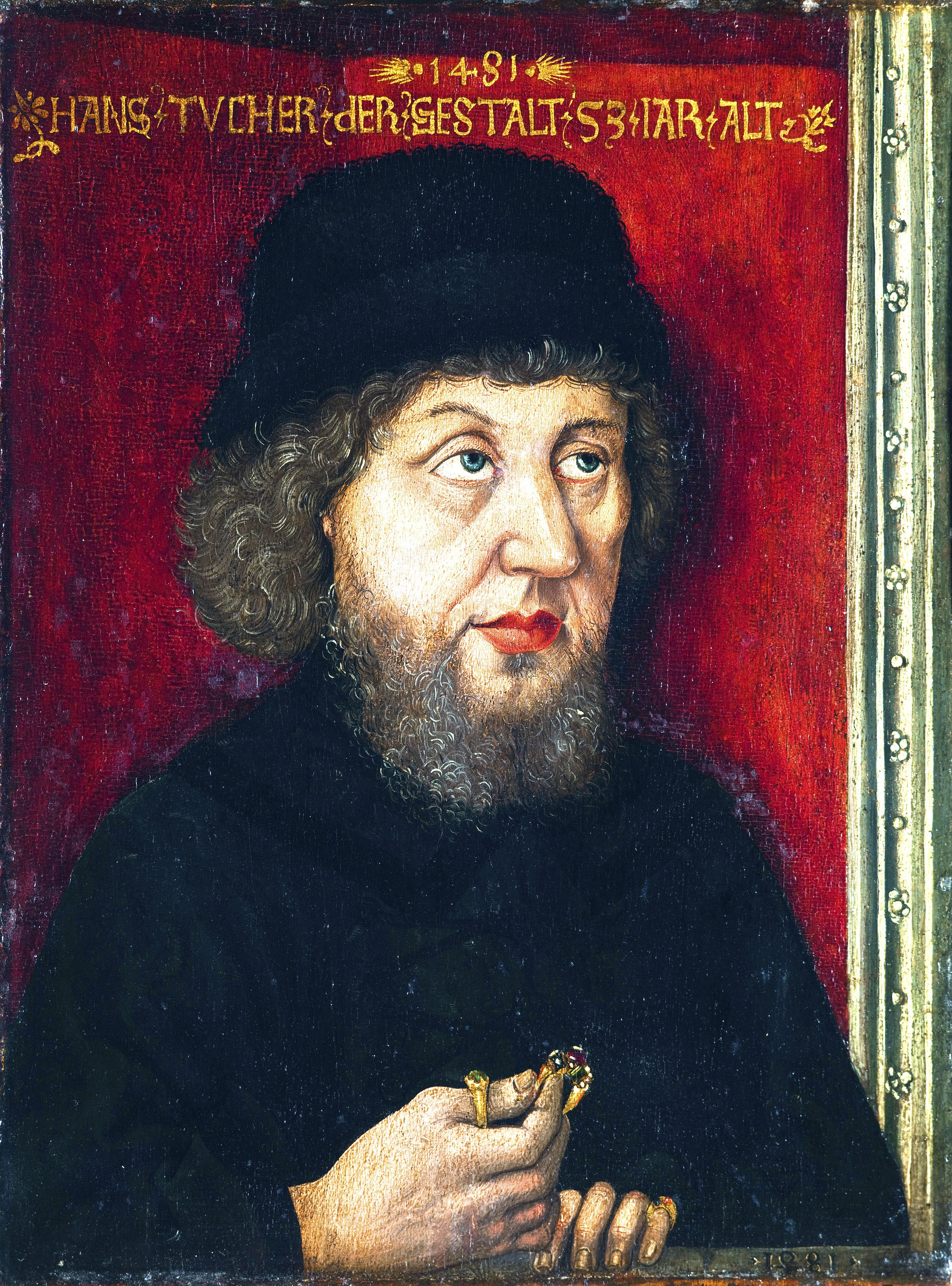
Hans Tucher (1428–1491), von Michael Wolgemut
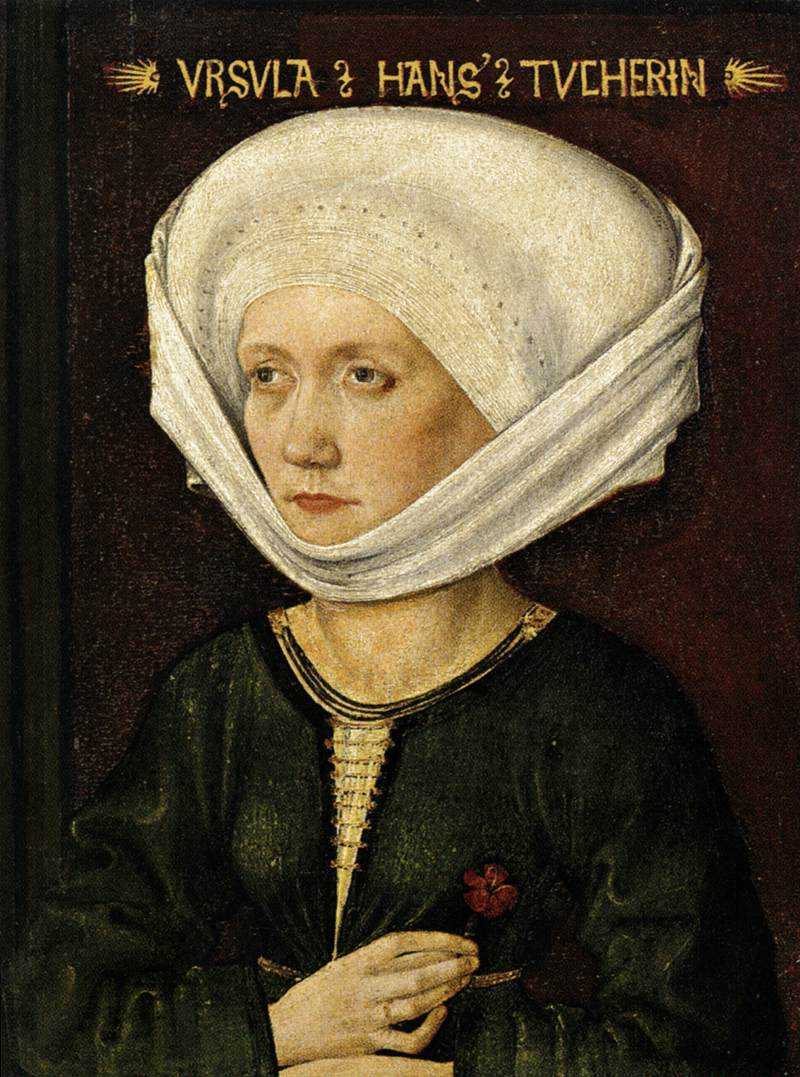
Ursula Tucher geb. Harsdörffer (Gemahlin des Hans)
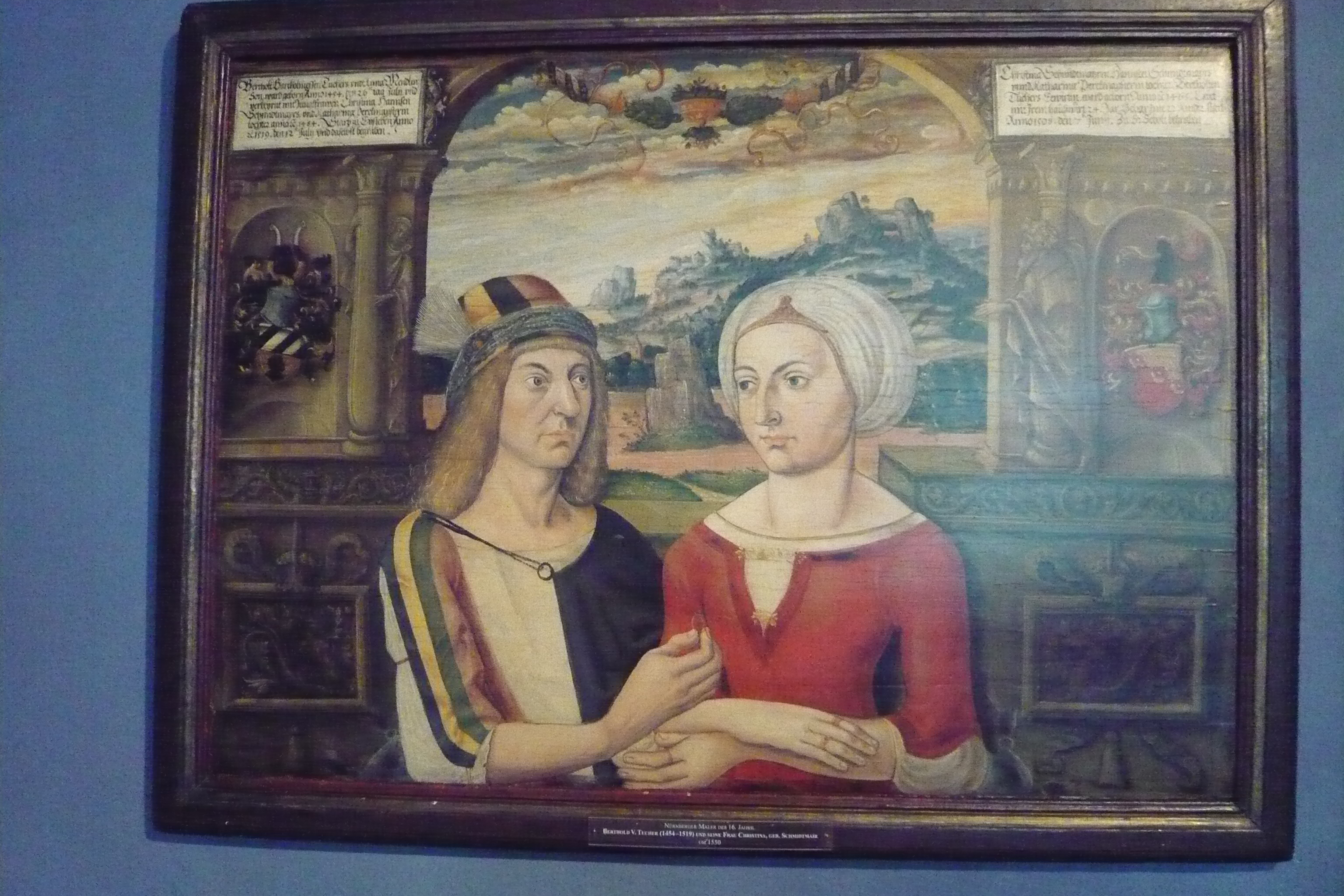
Berthold V. Tucher (1454–1519) und Christine Schmidtmair (um 1550)
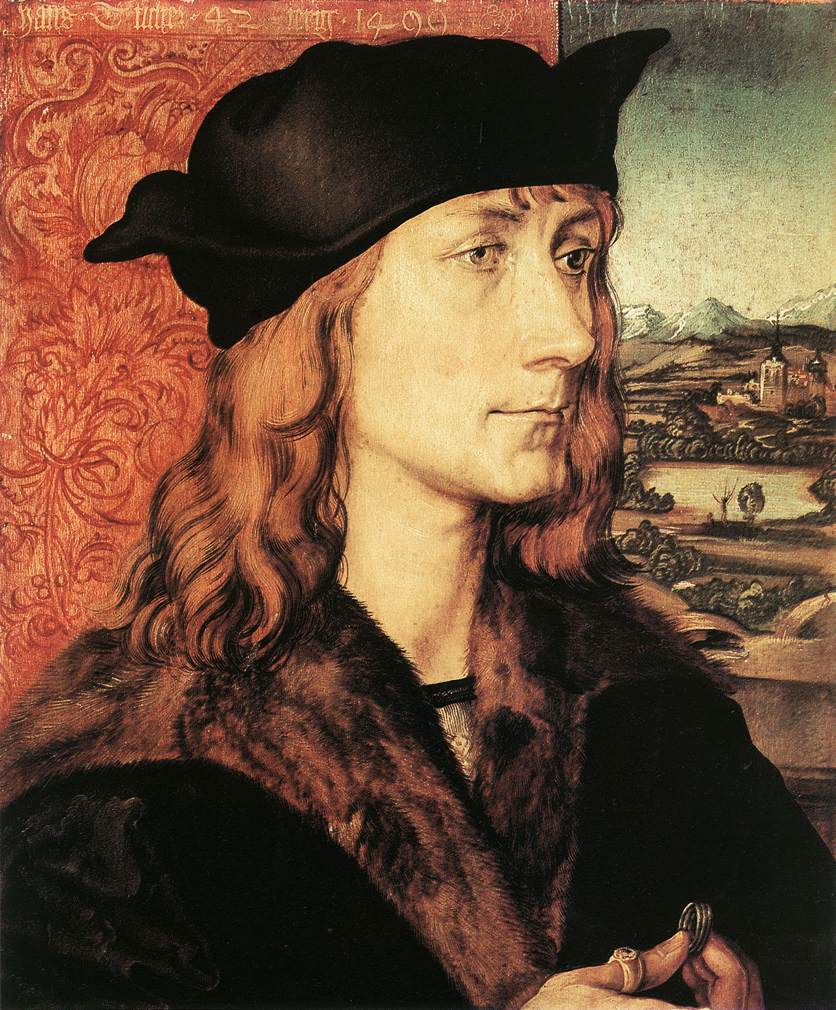
Hans Tucher, von Dürer (1499)
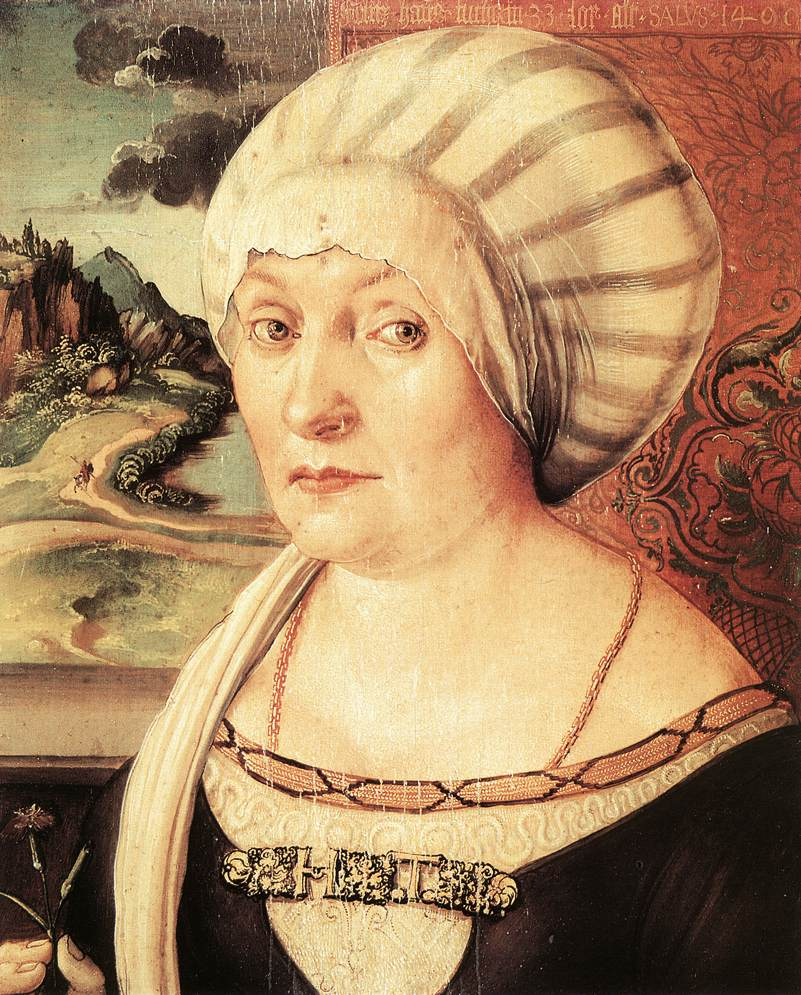
Felicitas Tucher, geb. Rieter, von Dürer, Gemahlin des Hans
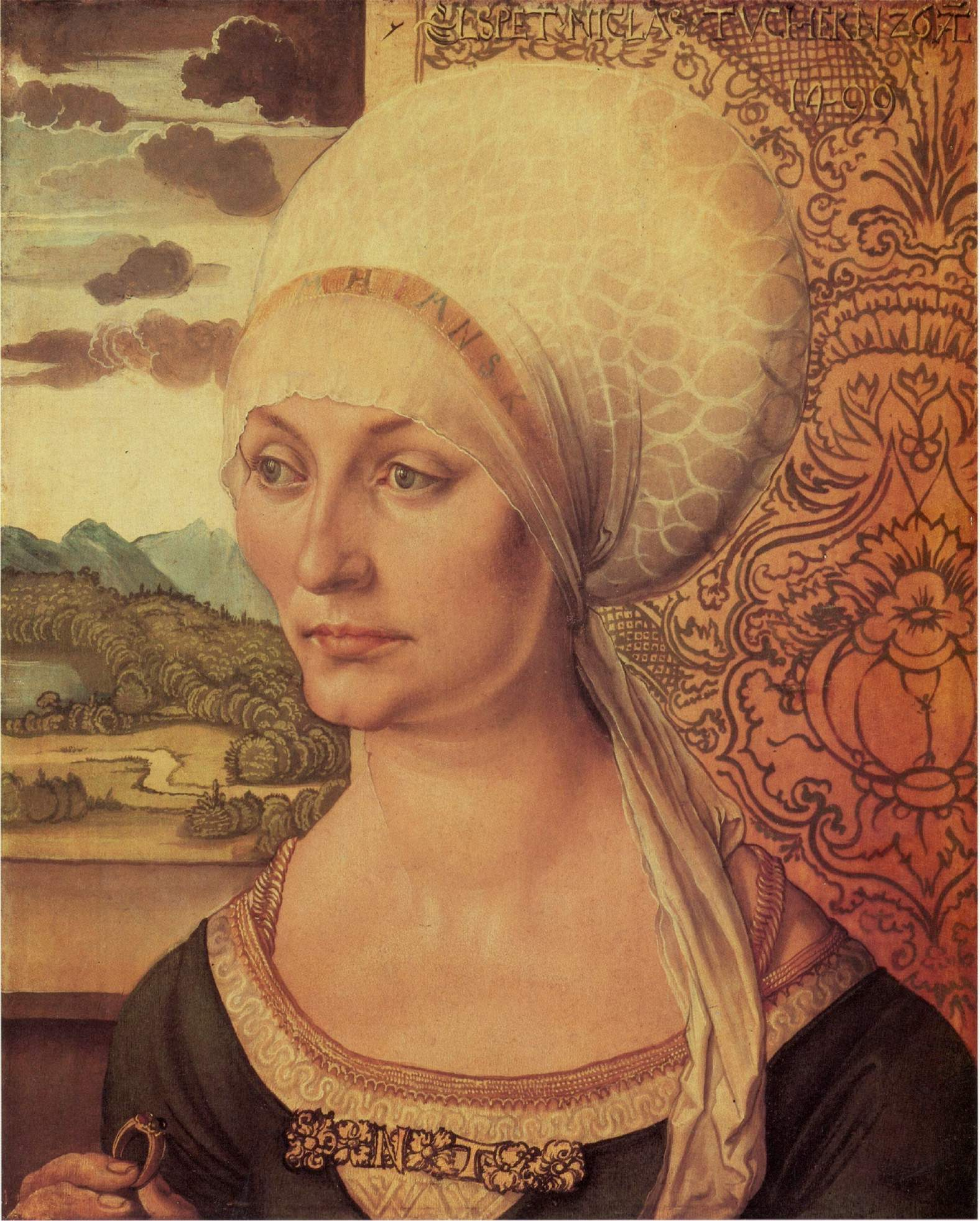
Elsbeth Tucher geb. Pusch (1473–1517), von Dürer
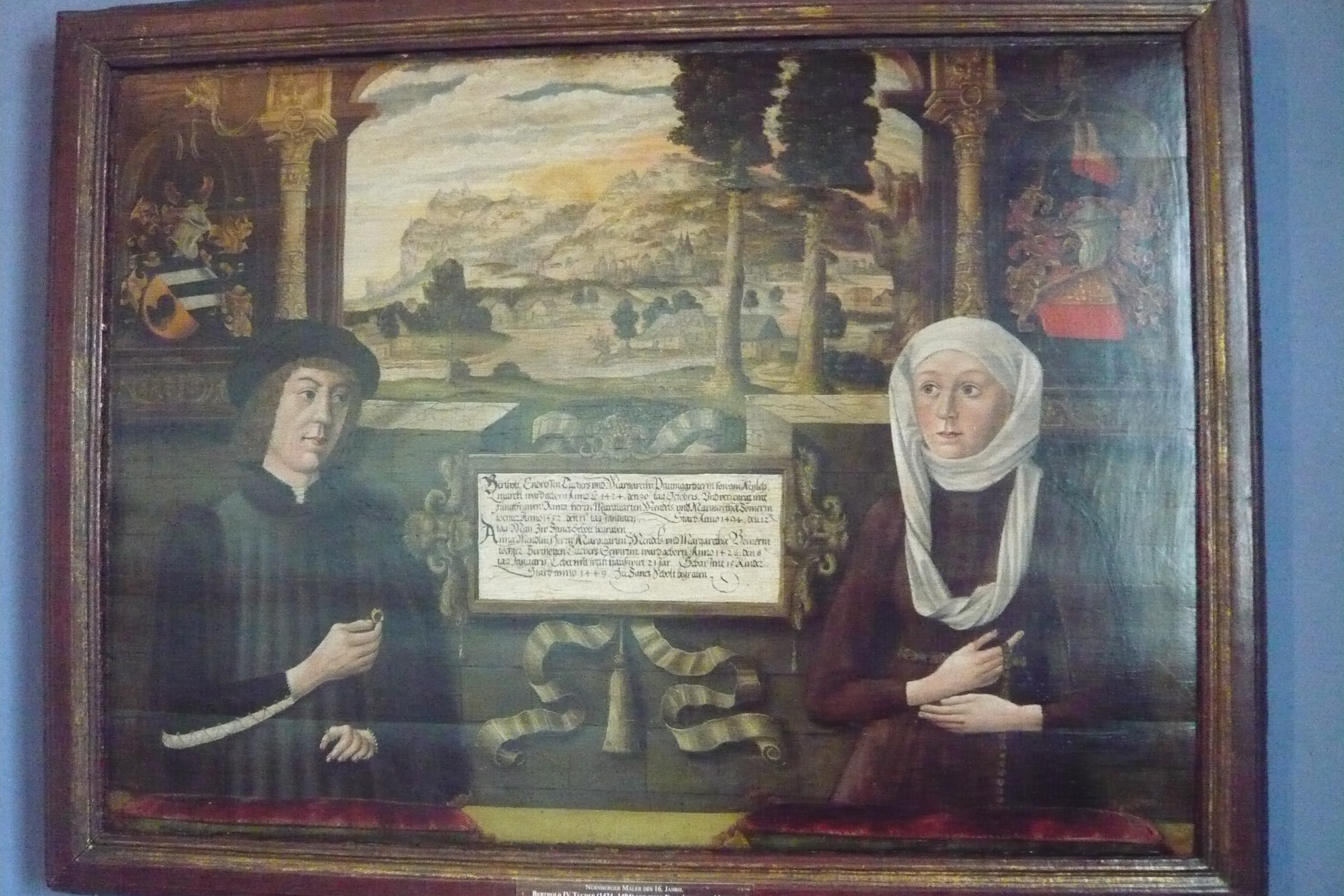
Berthold Tucher († 1494) und Anna Mendel
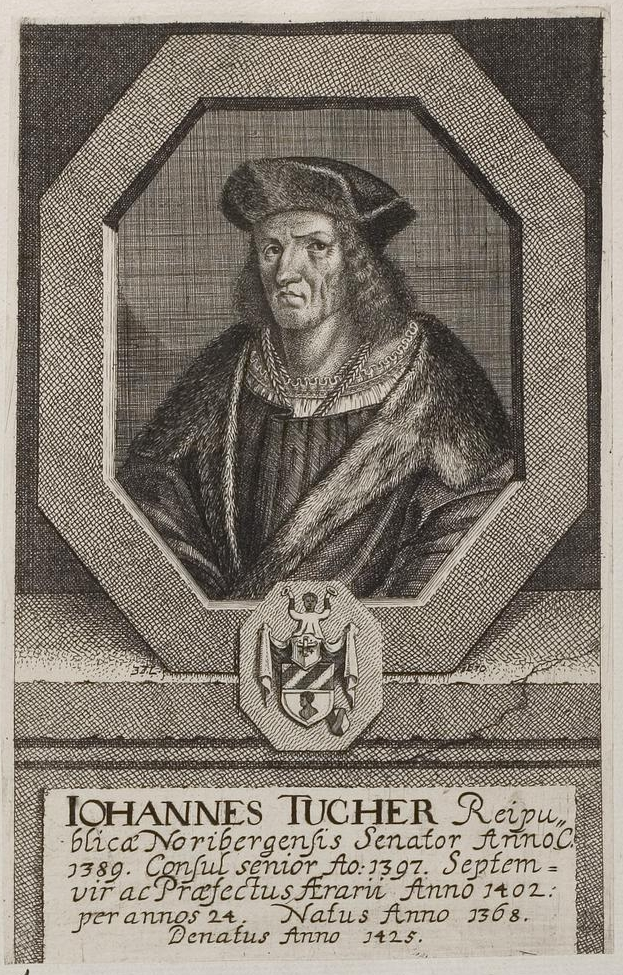
Johann Tucher (1368–1424), Bürgermeister, Stadthauptmann und Losunger
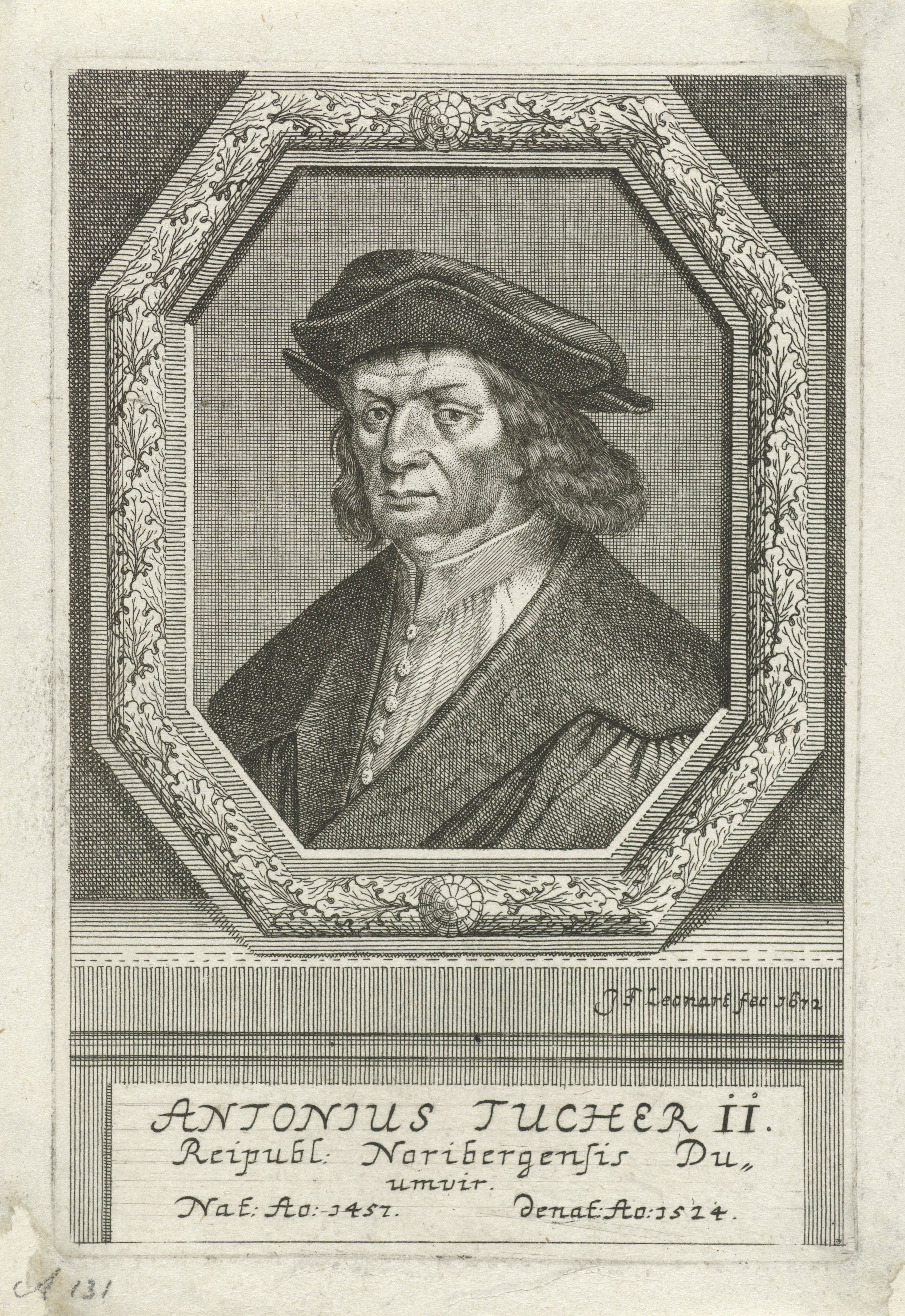
Anton Tucher (1458–1524), Bürgermeister
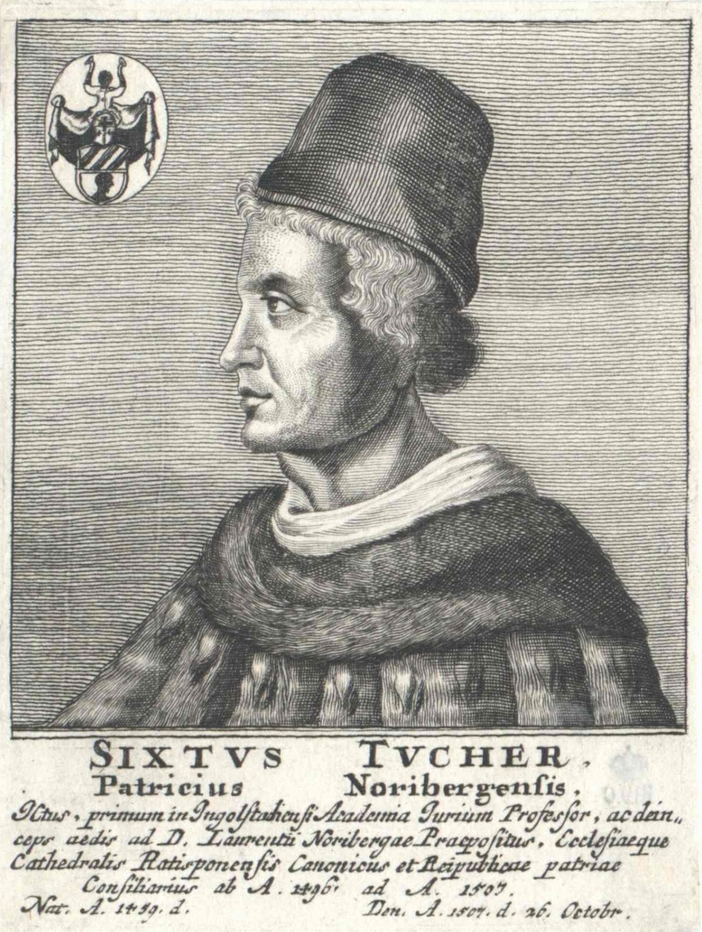
Sixtus Tucher (1459–1507), Professor beider Rechte, Domkustos, kaiserlicher und päpstlicher Rat
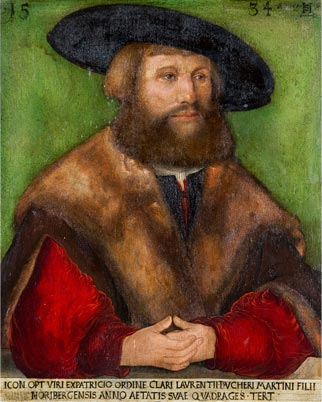
Lorenz II. Tucher (1490–1554), von Hans Schäufelin
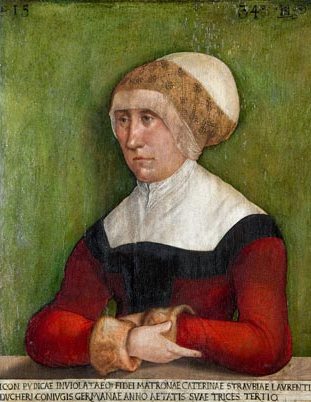
Katharina Tucher geb. Straub, Gemahlin des Lorenz
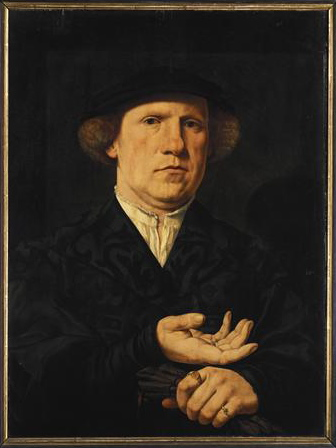
Hieronymus (Jérôme) Tucher (1504–1540), von Jan Cornelisz Vermeyen
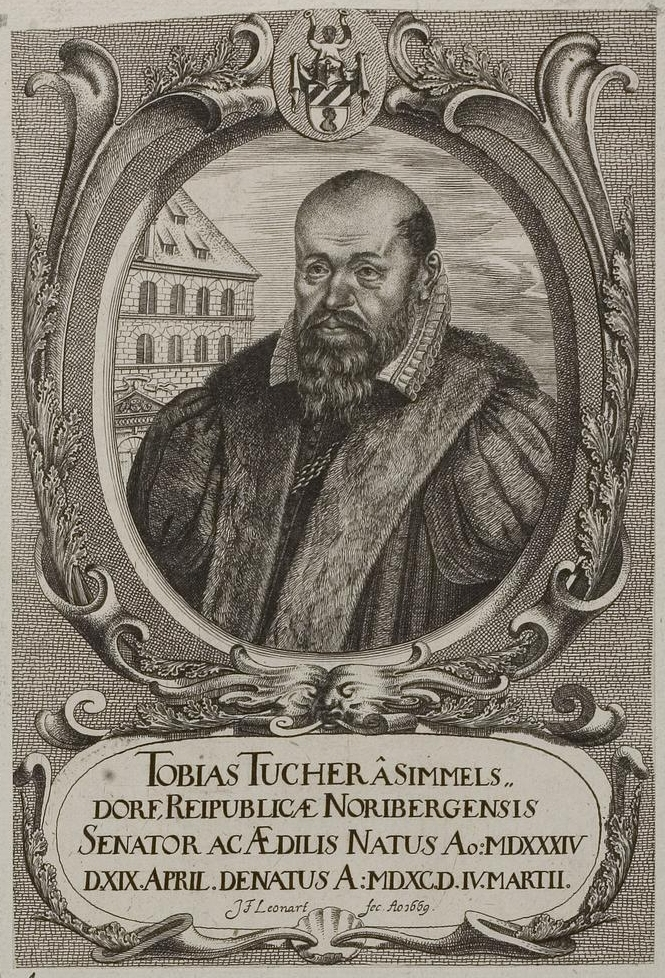
Tobias Tucher (1534–1590), Ratsherr, Baumeister
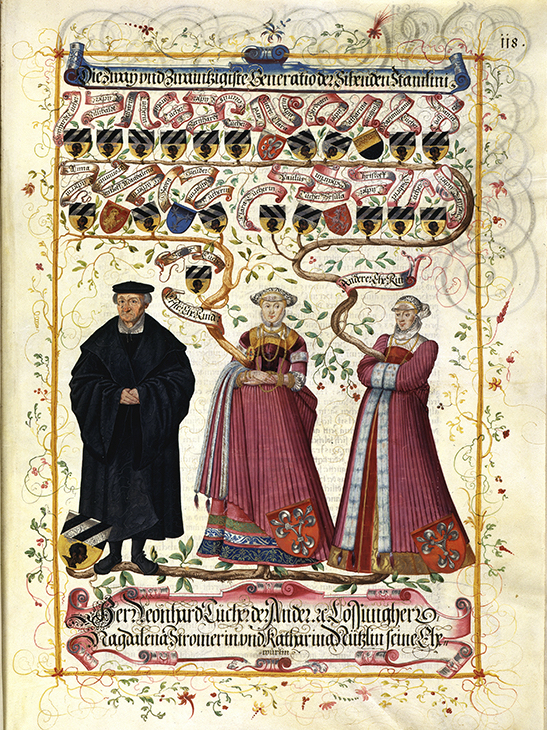
Leonhard II. Tucher mit seinen Frauen Magdalena Stromer und Katharina Nützel und Kindern (1590)
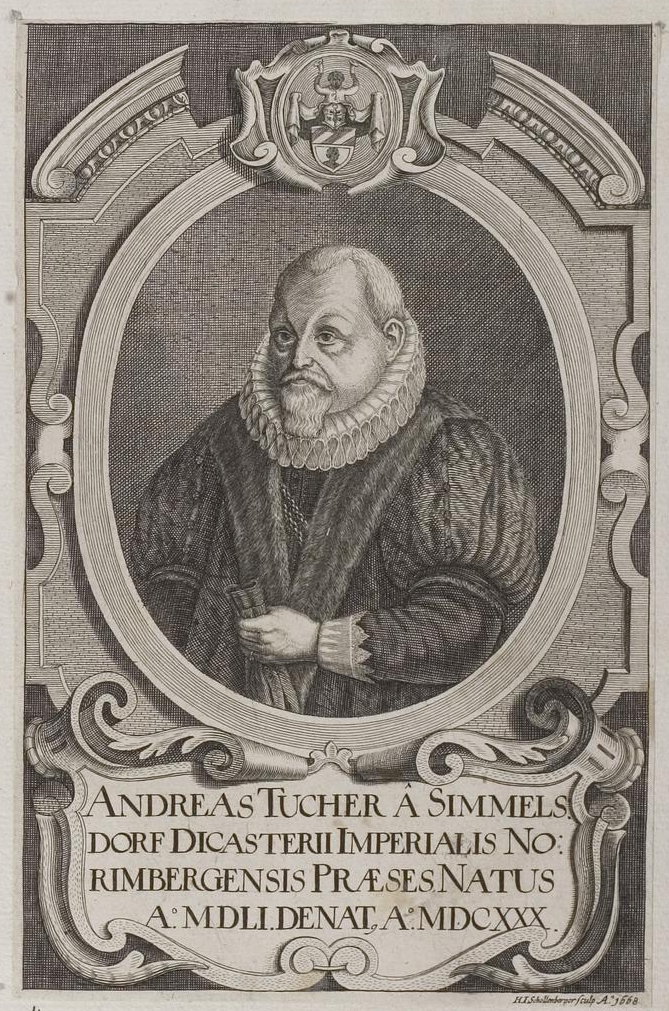
Andreas Tucher (1551–1630), Ratsältester
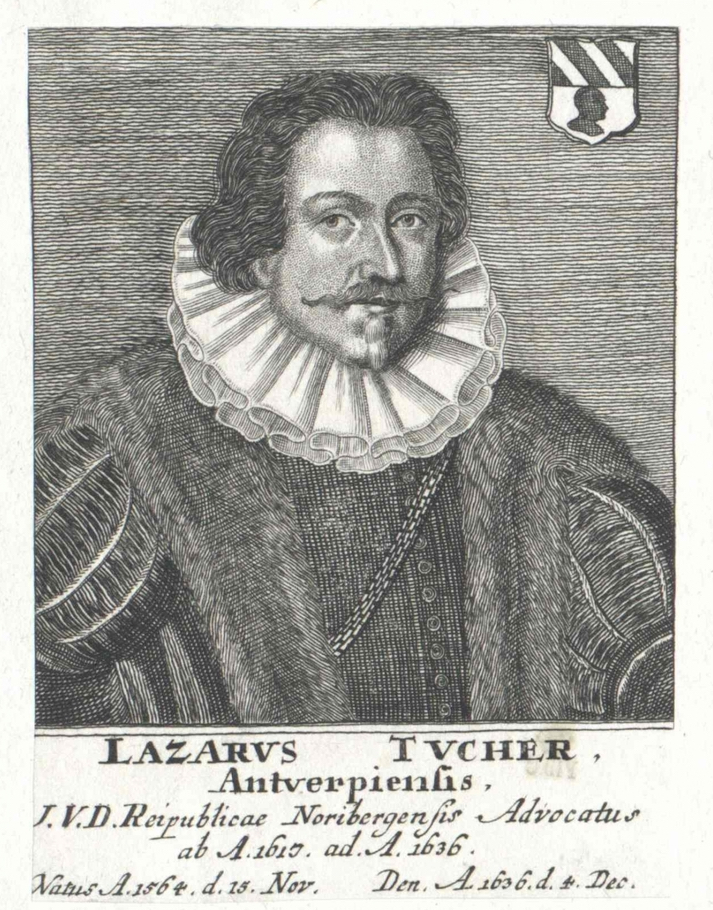
Lazarus Tucher (1564–1634), Handelsherr in Antwerpen, Ratsherr in Nürnberg
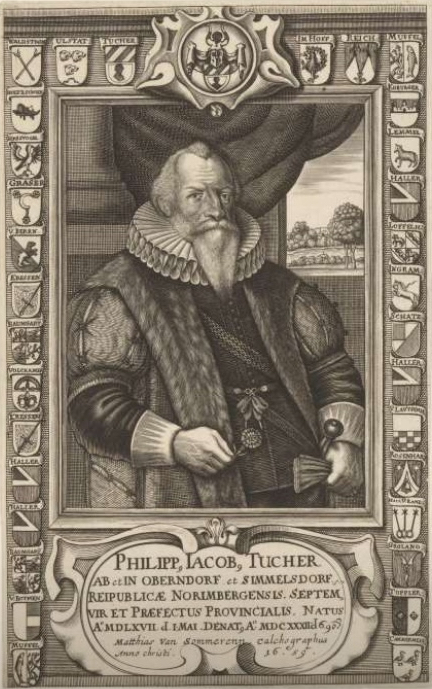
Philipp Jacob Tucher (1567–1623), Septemvir
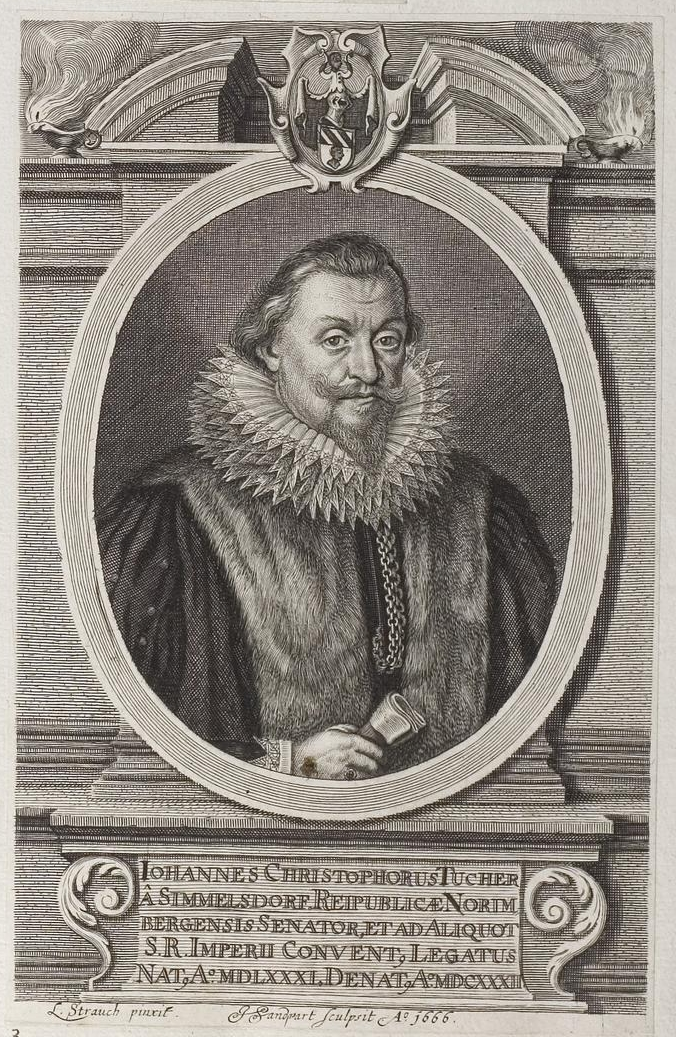
Hans Christoph Tucher (1581–1632), Ratsherr, Respondent in Altdorf
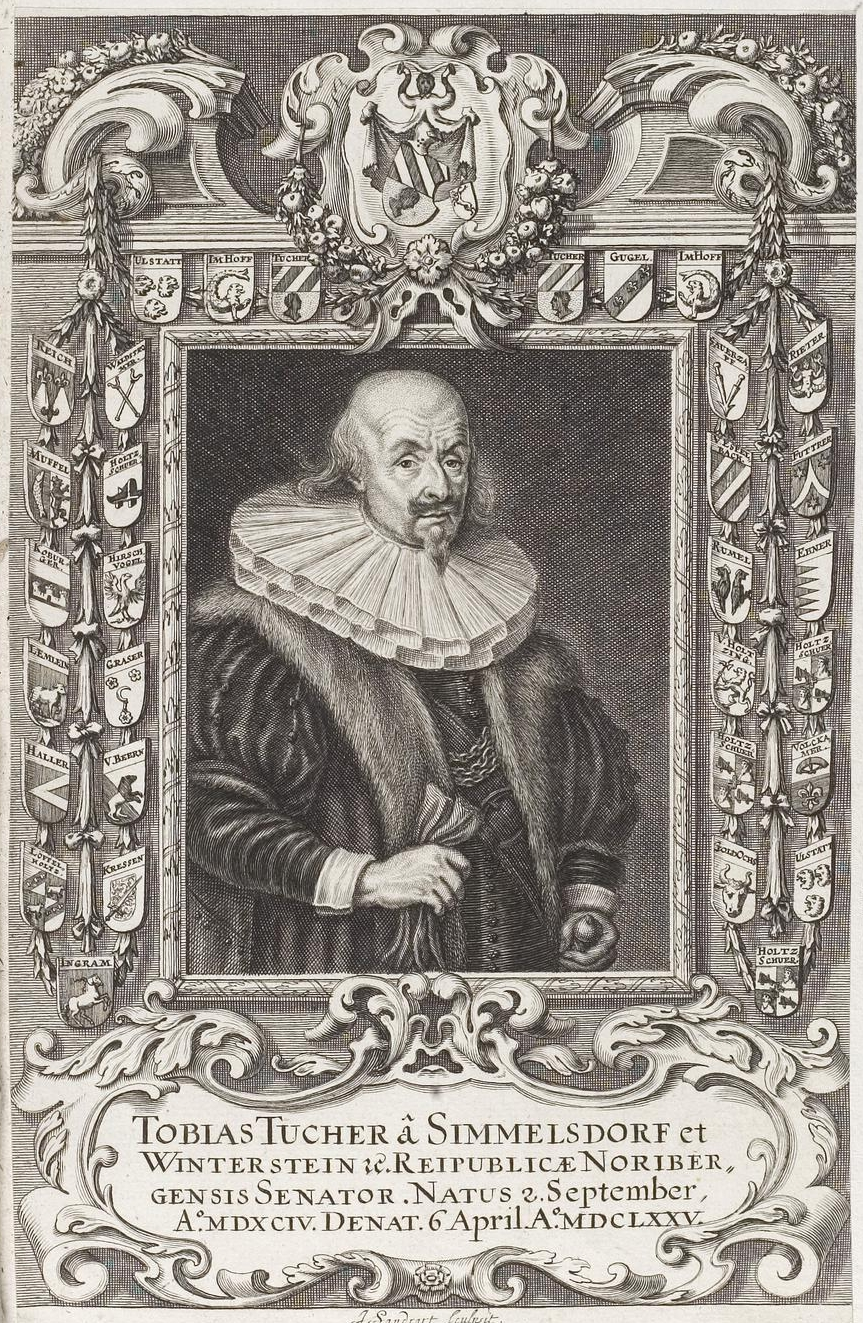
Tobias Tucher (1594–1675), Ratsherr
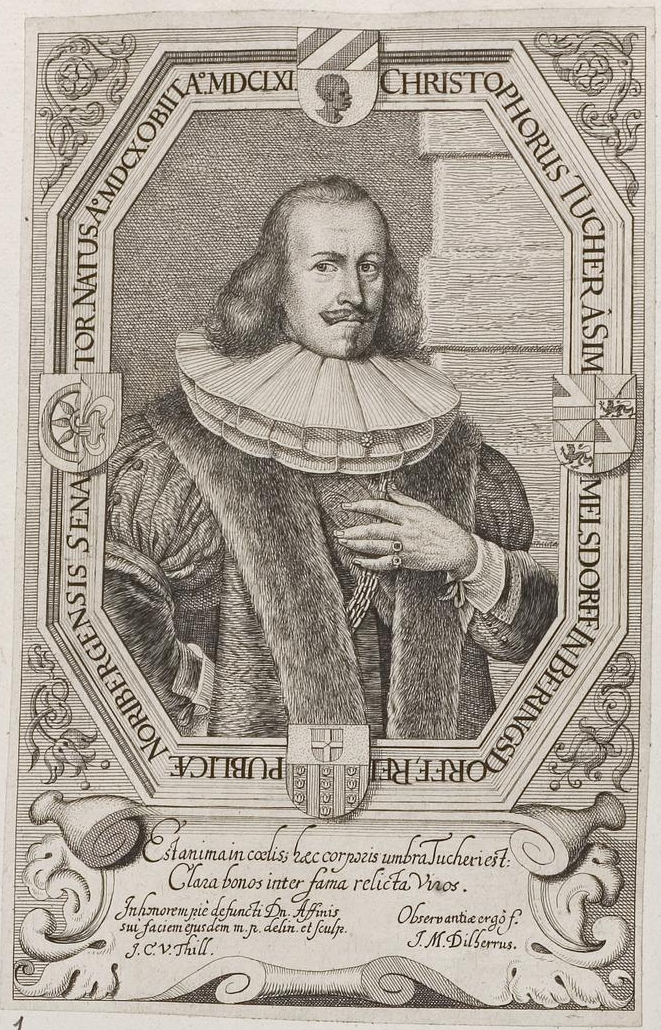
Christoph Tucher (1610–1661), Ratsherr
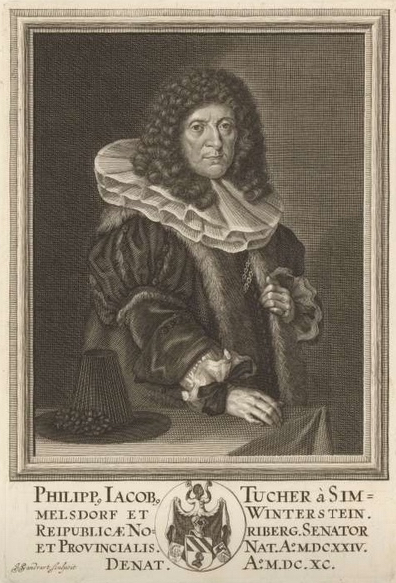
Philipp Jacob Tucher (1624–1690), Ratsherr
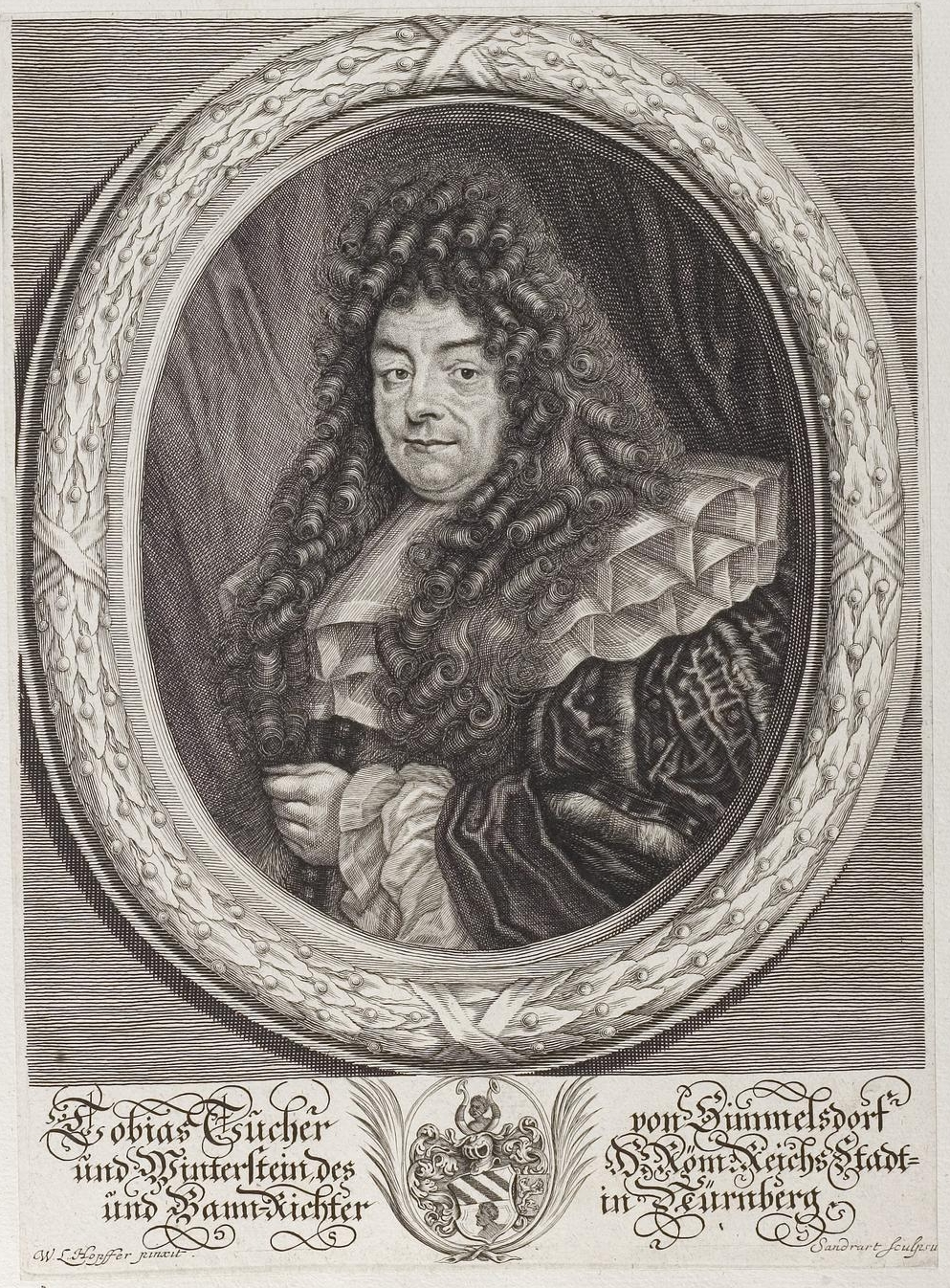
Tobias Tucher (1627–1693), Richter

## Großes Tucherbuch
Das Tucherbuch wurde 1590 in Auftrag gegeben und war 1596 vollendet. Es umfasst, nach Registern und Vorrede, dem Stammbaum folgend Kurzbiographien für jedes Mitglied der verschiedenen Generationen und Linien mit Geburt, Hochzeit, Tod, Ausbildung, Vermögensverhältnissen, Stellung im Nürnberger Rat sowie persönlichen Charakteristika. Zu jeder Kurzbiographie gehört eine ganzseitige Miniatur mit dem jeweiligen Familienmitglied als Ganzkörperfigur, mit der Ehefrau oder den Ehefrauen. Das Buch befindet sich heute im Stadtarchiv Nürnberg.

## Wappen
Das Stammwappen ist geteilt. Oben von Schwarz und Silber fünfmal schrägrechts geteilt und unten in Gold ein schwarzer Mohrenkopf (Symbol des Heiligen Mauritius; die schwarzen Balken symbolisieren laut "Tucherbuch" Balken des Glaubens). Auf dem Helm ist ein goldgekleideter Mohrenrumpf mit silber-schwarz-gold geteilten Stierhörnern statt der Arme. Die Helmdecke ist schwarz-golden. Die älteste erhaltene Darstellung findet sich auf der Figur des Apostels Bartholomäus in der Nürnberger Sebaldkirche, wohl von 1345.

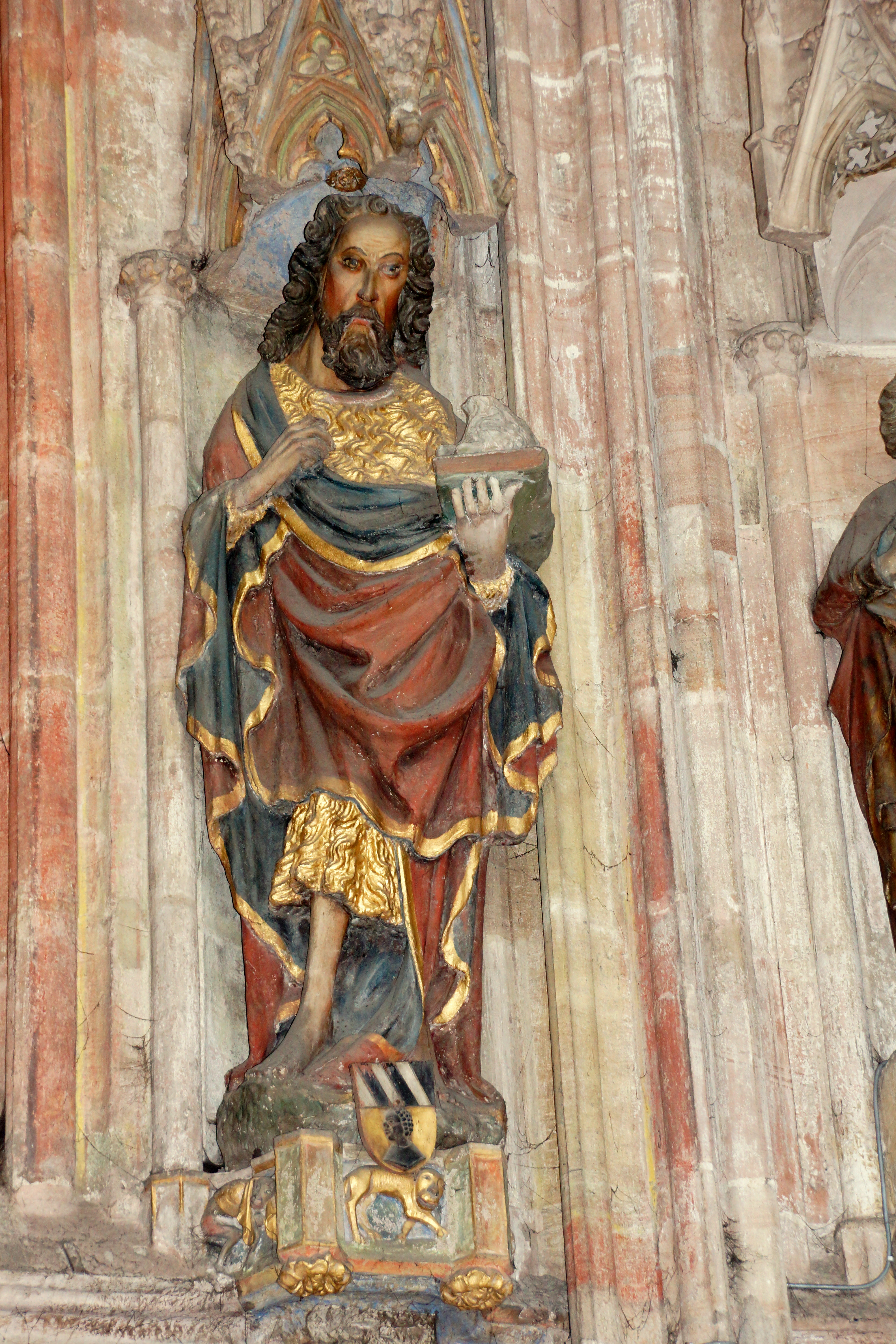
Apostel Bartholomäus in der Sebaldkirche mit Tucher-Wappen (ca. 1345)
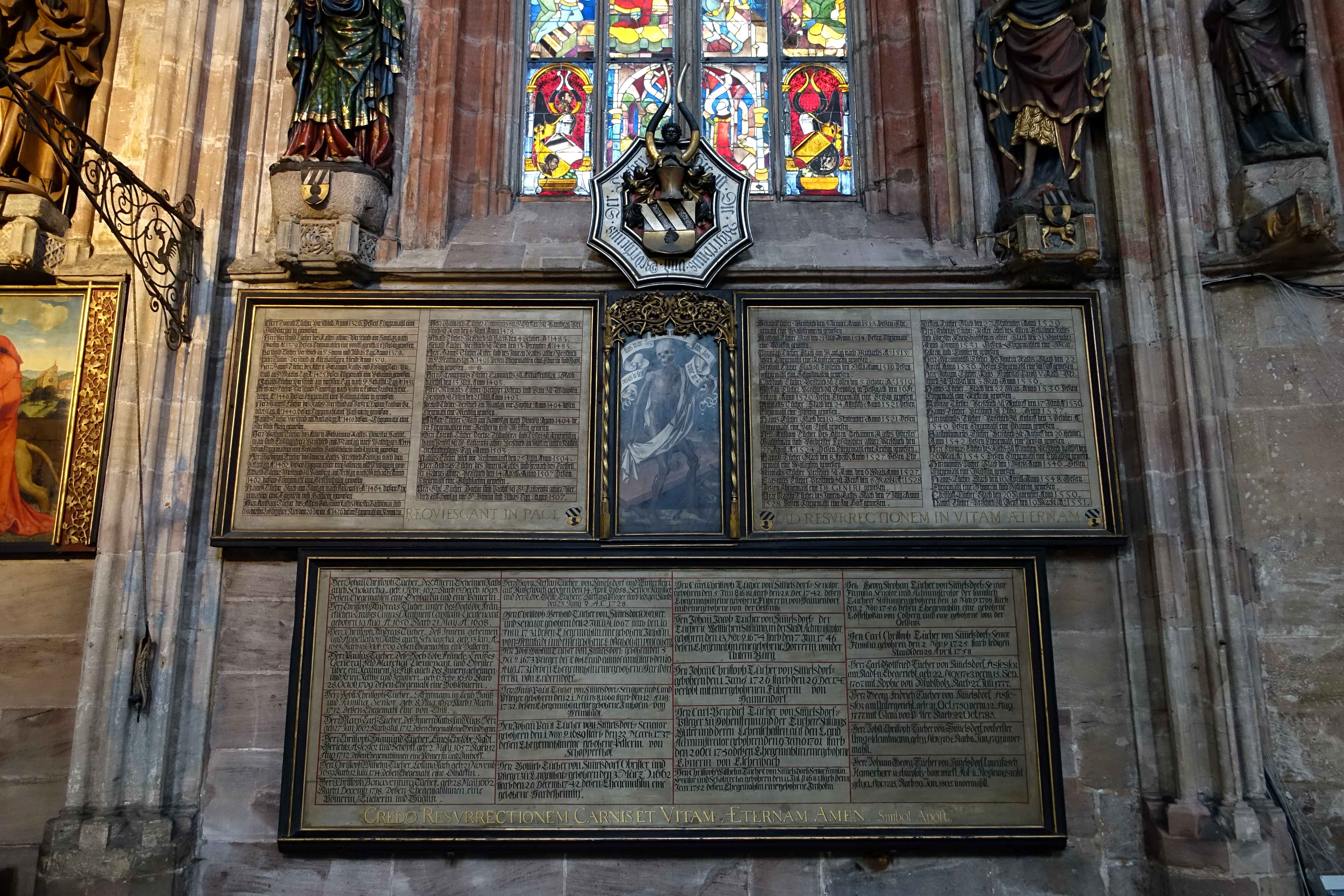
Tucher-Memorial in der Sebaldskirche
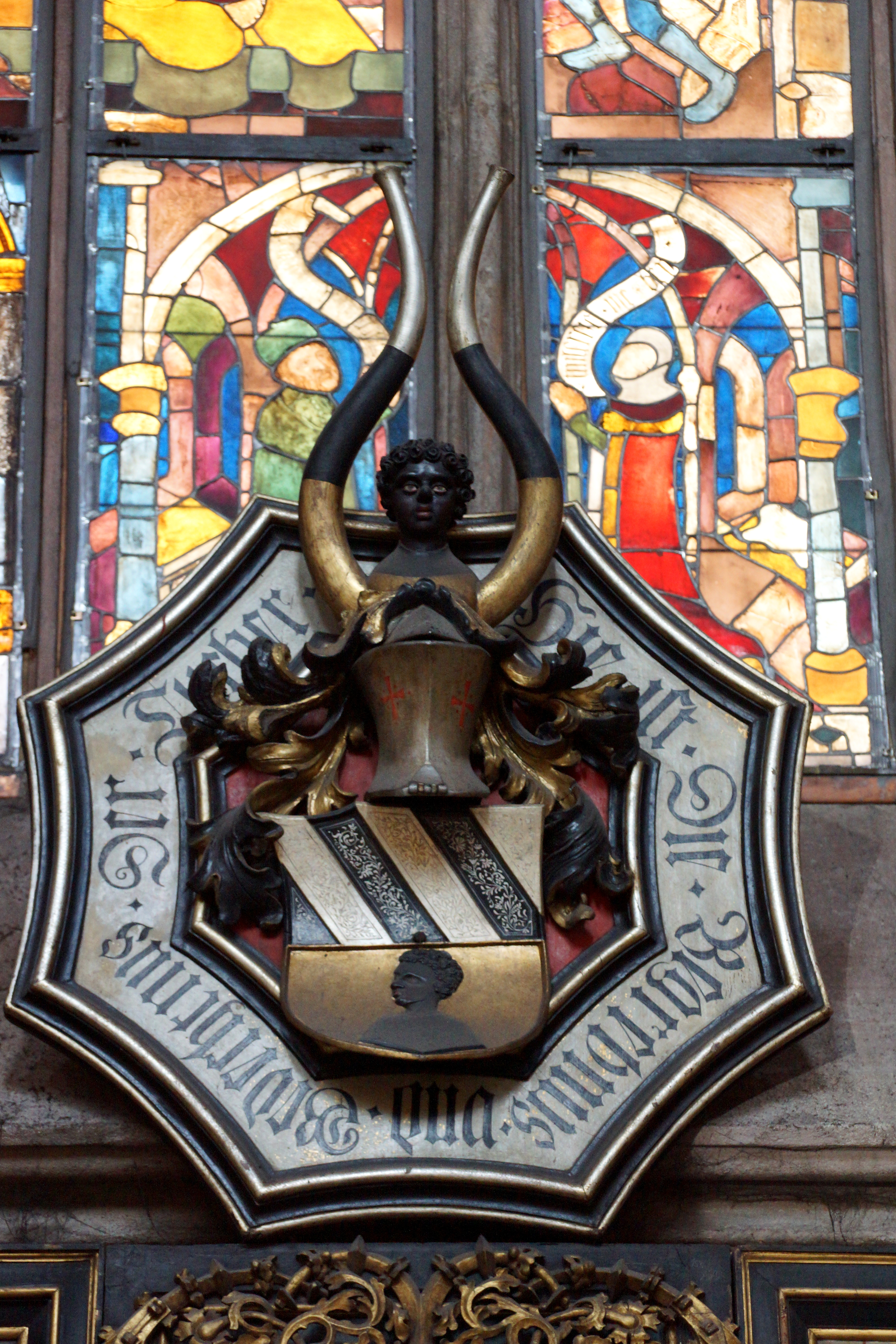
Wappen in der Sebaldskirche
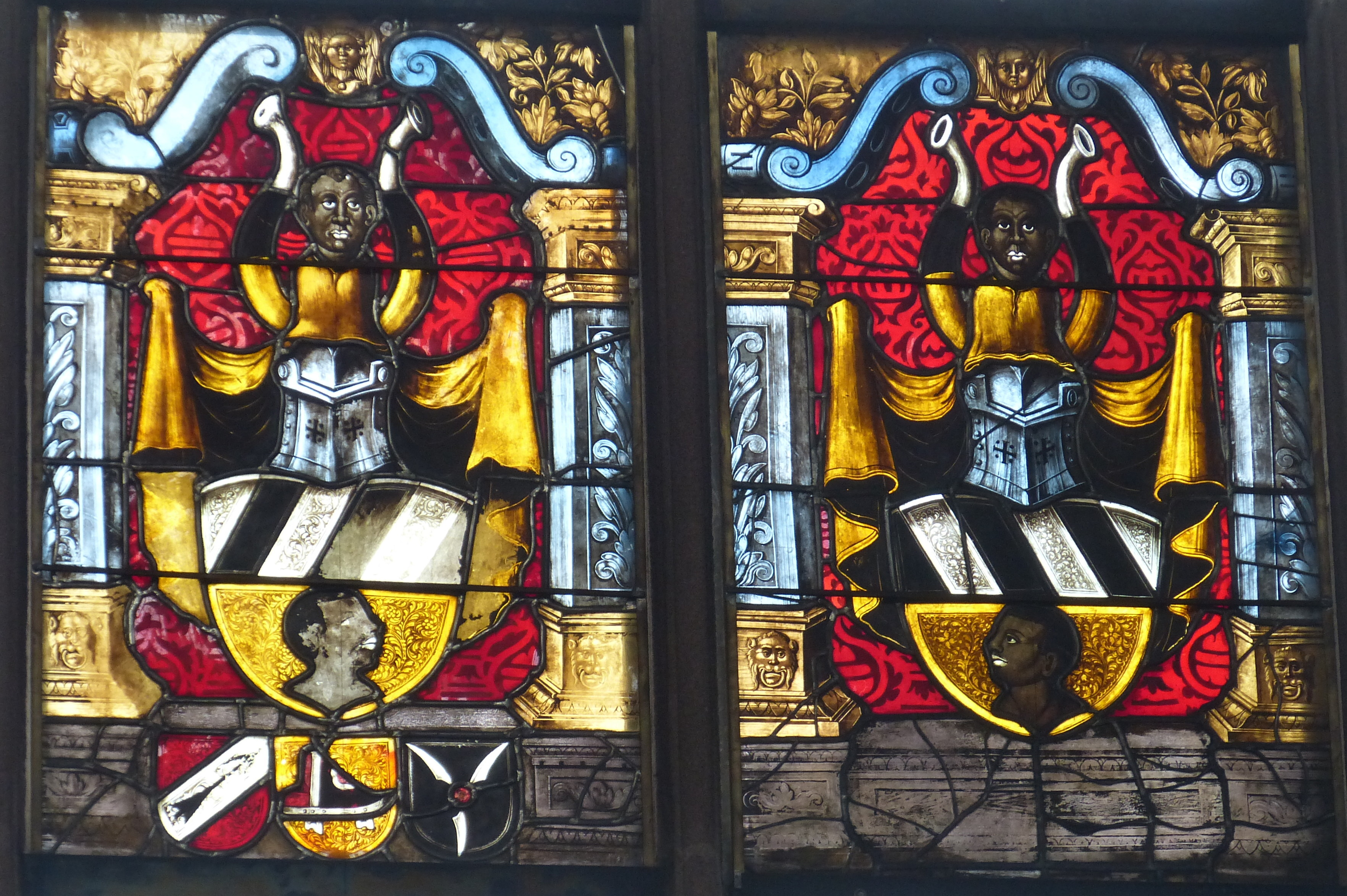
Wappenscheibe in der Lorenzkirche
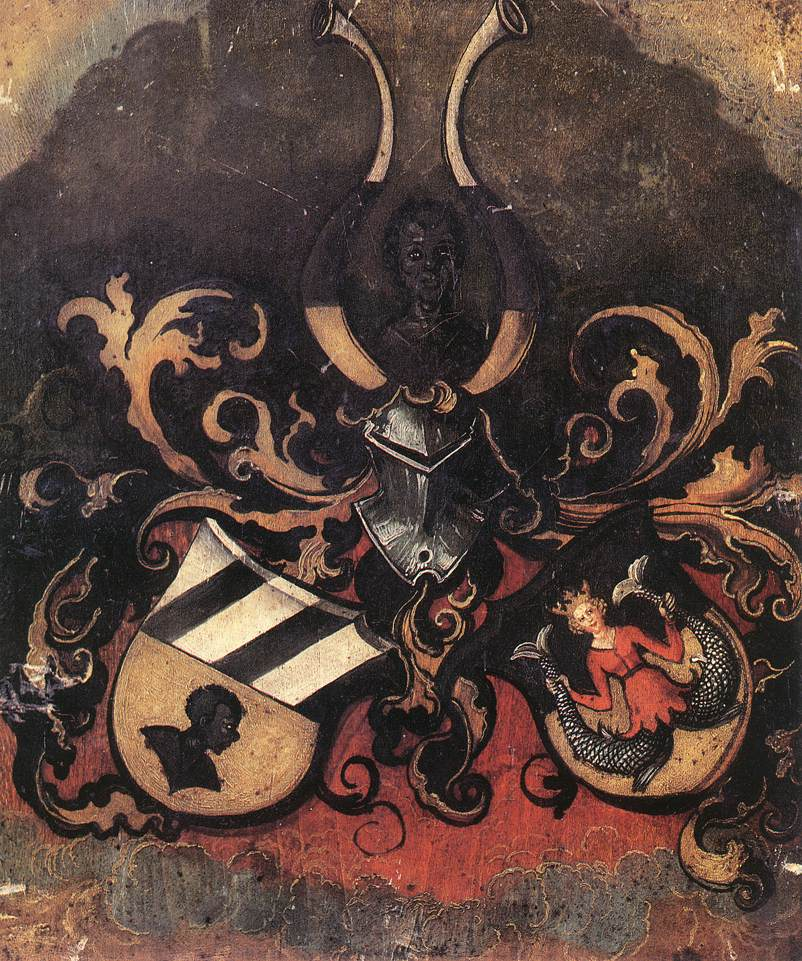
Allianzwappen Tucher / Rieter (von Dürer, 1499)
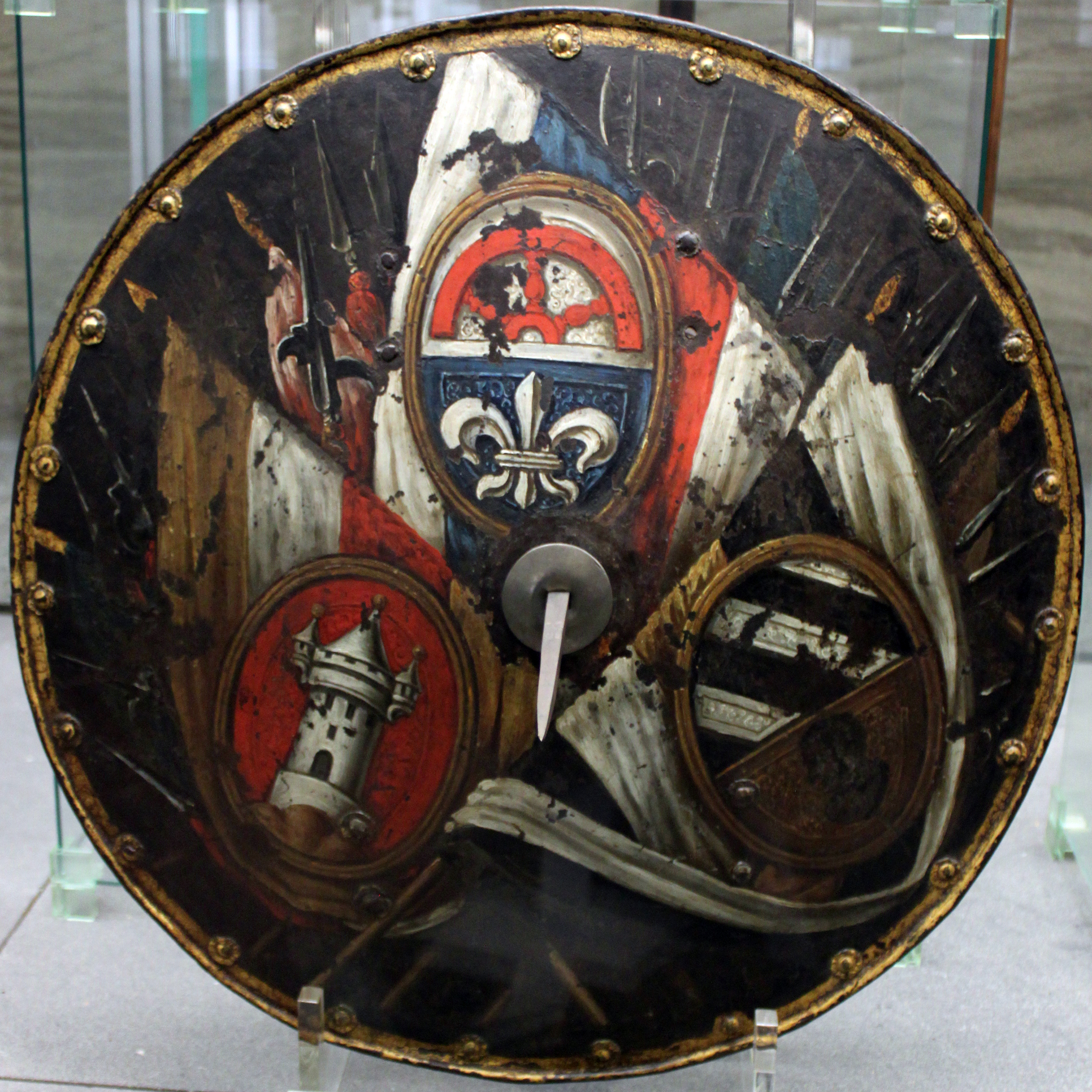
Rundschild mit den Wappen der drei obersten Hauptleute Volckamer, Harsdorffer und Tucher, 1590

## Stiftungen (Auszug)
Vor allem im 15. und 16. Jahrhundert bemühten sich die Tucher stärker als andere Nürnberger Geschlechter um Repräsentation ihres Status, unter anderem durch Gedenkbücher sowie durch bildkünstlerische und kulturelle Stiftungen, darunter Altarstiftungen (einschließlich entsprechender Messstipendien). Zu den geistlichen und weltlichen Stiftungen gehören:
- 1352 – Geistliche Stiftung zum Unterhalt der Bartholomäuskirche in Wöhrd und anderen Wohltätigkeitszwecken. Heute ist sie ein Patronats- und Wohltätigkeitsfonds für kirchliche, gemeinnützige und mildtätige Zwecke.
- Der Tucher-Altar (1440–50 vom Meister des Tucheraltars), heute in der Frauenkirche (Nürnberg), befand sich ursprünglich in der 1486 geweihten Augustinerkirche in der Sebalder Altstadt. Infolge der Stilllegung der Kirche nach der Reformation ließ die Familie Tucher ihn im 17. Jahrhundert für eine Aufstellung in der Kartäuserkirche herrichten. Im frühen 19. Jahrhundert wurde er in die wieder katholisch gewordene Frauenkirche verbracht.
- 1503 – Dr. Lorenz Tucher Stiftung (Hauptstiftung)[14], gegründet von Dr. Lorenz I. Tucher (1447–1503), Propst bei St. Lorenz, Domherr zu Regensburg, zur Unterstützung bedürftiger Familienmitglieder; später Investitionen in Grund- und Immobilienbesitz, darunter das Tucherpalais am Egidienplatz sowie die Herrensitze Simmelsdorf (mit Guts- und Forstbesitz) sowie Schoppershof; heute u. a. Erhaltung von Kulturgütern, Förderung kultureller Aktivitäten sowie Vergabe von Ausbildungsstipendien an junge Familienmitglieder.
- 1513 – Gedächtnisbild des Hans von Kulmbach für Propst Lorenz Tucher (nach einem Entwurf Dürers) in der Sebalduskirche
- 1517 – Der Englische Gruß von Veit Stoß, gestiftet von Anton Tucher[15], St. Lorenz (Nürnberg)
- 1507–1510 Holzstatue des Heiligen Andreas, von Veit Stoß, St. Lorenz
- 1648 – Tuchersche Große Gartenstiftung (heute ein Teil der Dr. Lorenz Tucher Stiftung)
- 1676 – Karl-Tucher-Stiftung für ledige, ehelich geborene Tucherinnen
- 1737 – Maria-Magdalena-Tucher-Stiftung zur Unterstützung von Witwen der Tucher Familie
- 1861 – Patronats- und Wohltätigkeitsfonds (Zusammenschluss einiger Stiftungen, sowie Patronats und Wohltätigkeitsrechnungen von Simmelsdorf und Nürnberg zur Finanzierung der Kirchenpatronate in Behringersdorf und St. Helena sowie zur Unterhaltung der Tucherschen Grabkapelle bei St. Helena in Großengsee)
- 1990 – Tucherscher Kulturfond zur Förderung von Kunst und Kultur
- 2012 – Tucher'sche Kulturstiftung, gemeinnützige Stiftung zur Bewahrung, Erforschung und Vermittlung Tucher'scher Kulturgüter

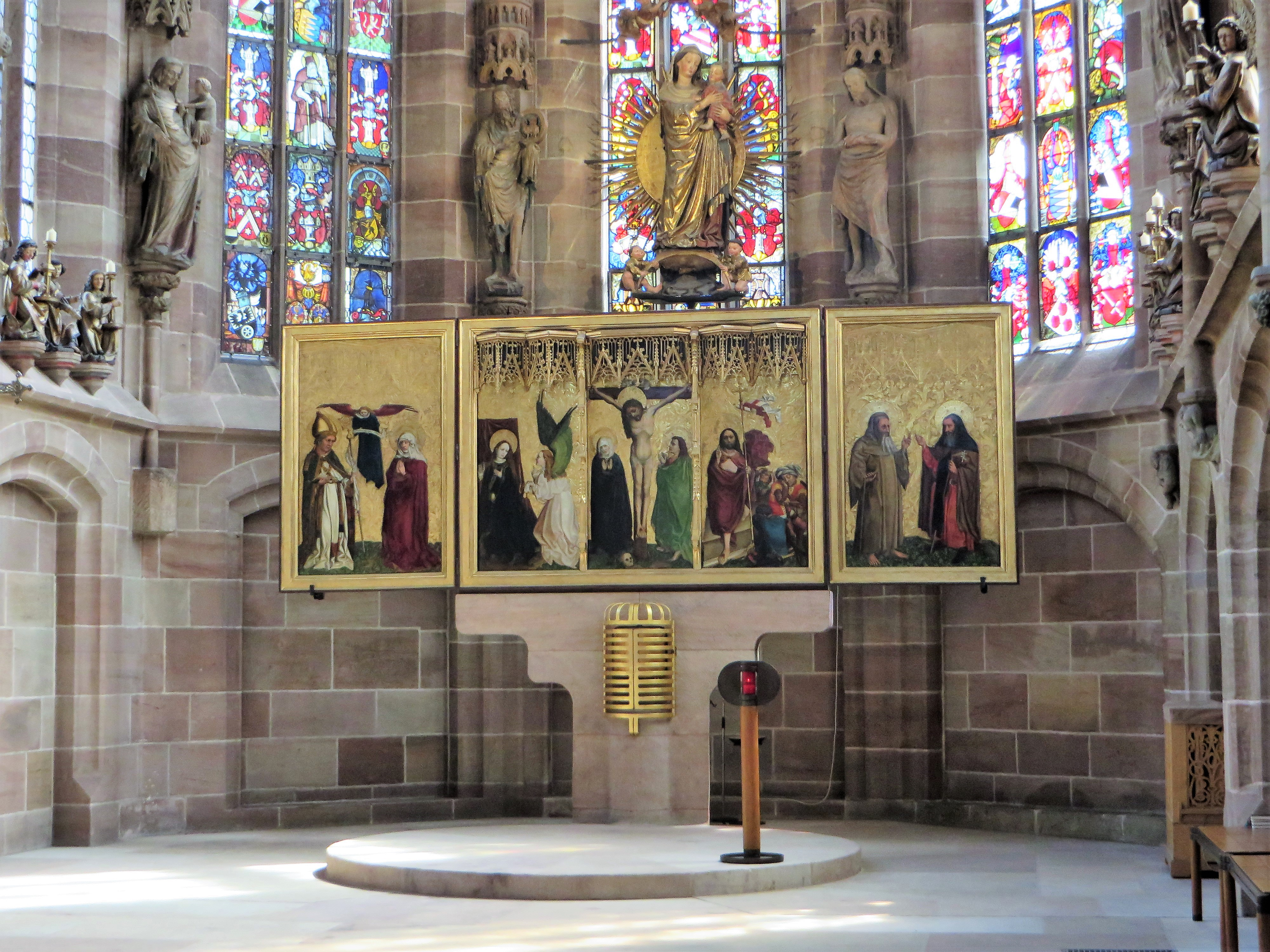
Tucher-Altar in der Frauenkirche (Nürnberg), um 1440
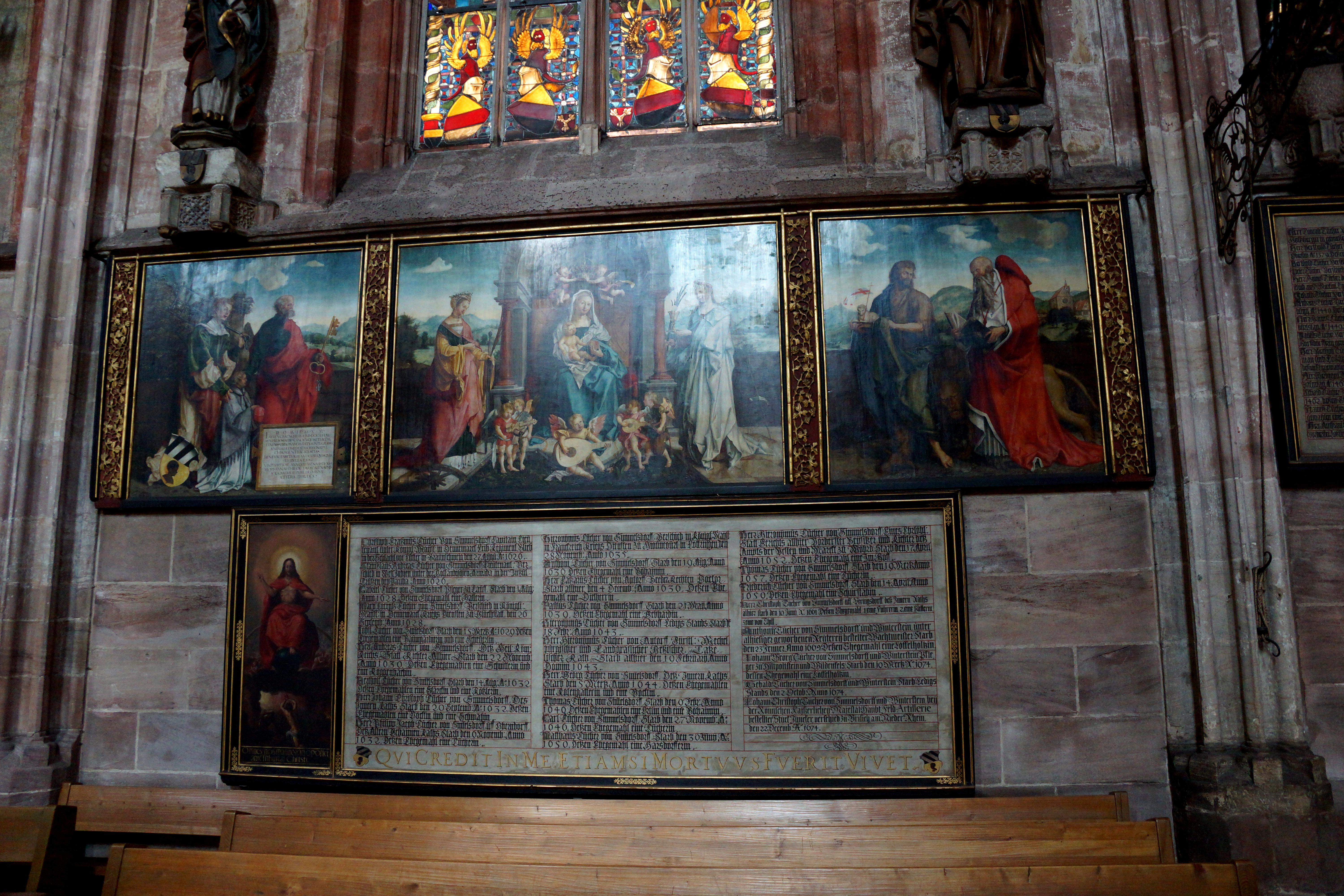
Lorenz-Tucher-Epitaph von Hans von Kulmbach (nach Dürers Entwurf) in der Sebaldskirche
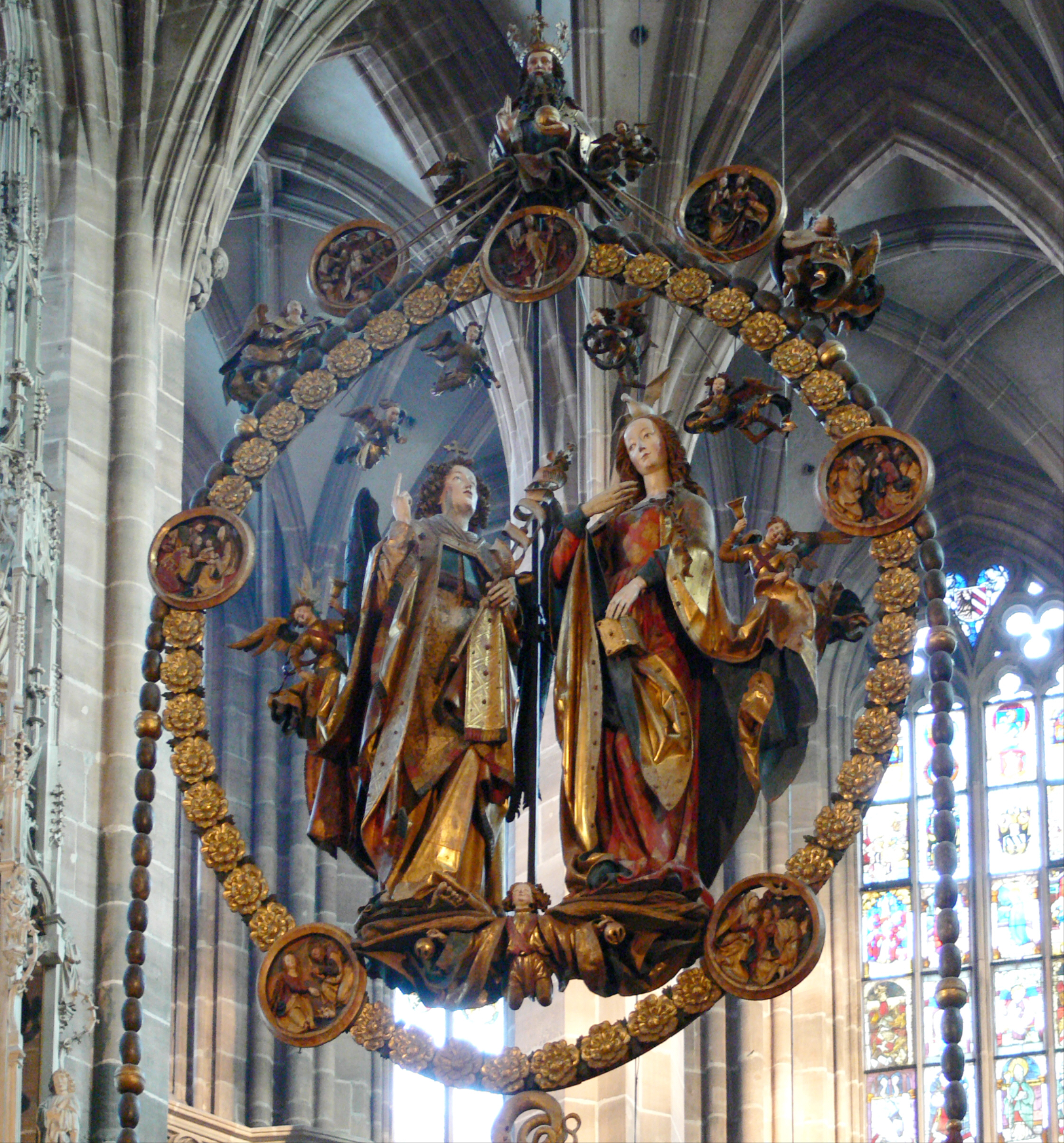
Englischer Gruß, Lorenzkirche, von Veit Stoß, beauftragt 1517 von Anton Tucher